# Kinh tế Nhật Bản
Kinh tế Nhật Bản là một nền kinh tế thị trường tự do phát triển. Nhật Bản là nền kinh tế lớn thứ ba thế giới theo GDP danh nghĩa và lớn thứ tư theo sức mua tương đương (PPP), ngoài ra Nhật Bản là nền kinh tế lớn thứ hai trong số các nước phát triển. Nhật Bản là thành viên của G7 và G20. Theo Quỹ Tiền tệ Quốc tế, GDP bình quân đầu người theo sức mua tương đương (PPP) của quốc gia này đạt 41.637 Đô la Mỹ (2020). Do sự biến động của tỷ giá hối đoái mà GDP của Nhật Bản tính theo Đô la Mỹ thường xuyên bị biến động mạnh, bằng chứng là khi tính toán GDP của Nhật Bản theo Phương pháp Atlas thì GDP bình quân chỉ đạt khoản 39.048 Đô la Mỹ. Ngân hàng Nhật Bản chịu trách nhiệm thực hiện các cuộc khảo sát hàng quý về tâm lý kinh doanh có tên là Tankan để dự báo nền kinh tế Nhật Bản trong tương lai. Nikkei 225 là sàn giao dịch chứng khoán lớn thứ ba trên thế giới theo vốn hóa thị trường, nơi đây chịu trách nhiệm phát hành các báo cáo về những cổ phiếu blue chip được niêm yết trên Japan Exchange Group. Năm 2018, Nhật Bản là nhà xuất khẩu lớn thứ tư và cũng là nhà xuất khẩu lớn thứ tư thế giới. Đây là quốc gia xếp thứ hai về dự trữ ngoại hối với giá trị đạt khoảng 1.300 tỷ Đô la Mỹ. Nhật Bản xếp thứ 29 về chỉ số thuận lợi kinh doanh và thứ 5 chỉ số cạnh tranh toàn cầu. Ngoài ra quốc gia này còn đứng đầu về chỉ số phức tạp kinh tế và thứ ba về thị trường người tiêu dùng trên thế giới.
Nhật Bản là quốc gia sản xuất ô tô lớn thứ ba đồng thời là quốc gia có ngành công nghiệp sản xuất hàng điện tử lớn nhất thế giới và thường xuyên nằm trong số các quốc gia tiên tiến nhất thế giới trong việc lưu trữ các hồ sợ bằng sáng chế toàn cầu. Do vấp phải sự cạnh tranh ngày một tăng với Hàn Quốc và Trung Quốc, ngành sản xuất của Nhật Bản ngày nay chủ yếu tập trung vào các mặt hàng với hàm lượng công nghệ và độ chính xác cao như dụng cụ quang học, xe hơi hybrid và robot. Cùng với vùng Kantō, vùng Kansai là một trong những cụm công nghiệp và trung tâm sản xuất hàng đầu cho nền kinh tế Nhật Bản. Nhật Bản là quốc gia chủ nợ lớn nhất thế giới. Nhật Bản thường nằm trong nhóm các quốc gia xuất siêu hàng năm và có thặng dư đầu tư quốc tế ròng đáng kể. Nhật Bản nắm giữ số tài sản với giá trị nhiều thứ ba thế giới khi đạt 15.200 tỷ Đô la Mỹ, chiếm 9% tổng tài sản toàn cầu tính đến năm 2017. Tính đến năm 2017, có 51 trong tổng số 500 công ty thuộc Fortune Global 500 có trụ sở tại Nhật Bản, con số này ít hơn so với năm 2013 với 62 công ty. Đây là quốc gia lớn thứ ba thế giới về tổng tài sản.
Nhật Bản từng là quốc gia có số tài sản và sự giàu có thứ hai thế giới chỉ sau Hoa Kỳ, tuy nhiên cho đến năm 2015 đã bị Trung Quốc vượt qua ở cả 2 chỉ tiêu kinh tế này. Nhật Bản cũng từng là nền kinh tế lớn thứ 2 thế giới về GDP danh nghĩa chỉ đứng sau Hoa Kỳ nhưng lại để Trung Quốc vượt qua vào năm 2010. Ngành sản xuất của Nhật Bản trước đây cũng từng xếp ở vị trí thứ hai thế giới (thậm chí từng suýt vượt qua cả Hoa Kỳ vào năm 1995), nhưng lại một lần nữa Trung Quốc nổi lên và vượt qua Nhật Bản vào năm 2007 và thậm chí là vượt qua cả Mỹ vào năm 2010. Do đó mà Nhật Bản ngày nay là nhà sản xuất hàng hóa lớn thứ ba trên thế giới xếp sau Trung quốc và Hoa Kỳ.
Sự sụp đổ của bong bóng tài sản năm 1991 diễn ra tại Nhật Bản đã tạo ra một thời kỳ nền kinh tế bị đình trệ hay còn được biết đến với cái tên gọi là thập niên mất mát, kinh tế Nhật đã trì trệ suốt hơn 30 năm kể từ đó tới nay. Từ năm 1995 đến 2007, GDP danh nghĩa đã giảm từ 5.330 tỷ Đô la Mỹ xuống còn 4.360 tỷ. Vào đầu những năm 2000, Ngân hàng Nhật Bản đã đặt ra mục tiêu khuyến khích tăng trưởng kinh tế thông qua một chính sách mới về nới lỏng định lượng. Mặc dù vậy mức nợ vẫn tiếp tục tăng do sự ảnh hưởng của cuộc khủng hoảng tài chính toàn cầu giai đoạn 2007-08, Trận động đất ở Tōhoku vào năm 2011 và đại dịch COVID-19 bùng phát vào cuối năm 2019. Hậu quả là tính đến năm 2021, Nhật Bản có mức nợ công cao hơn đáng kể so với bất kỳ quốc gia phát triển nào khác với mức 266% GDP. Các khoản nợ này chủ yếu là đến từ trong nước vói 45% được nắm giữ bởi Ngân hàng Nhật Bản.
Nền kinh tế Nhật Bản hiện nay phải đối mặt với những thách thức nghiêm trọng do dân số già hóa và đang có xu hướng giảm, dân số của quốc gia này từng đạt đỉnh 128 triệu người vào năm 2010 và đã giảm xuống còn 125,9 triệu người vào năm 2020. Các dự báo cho thấy dân số sẽ còn tiếp tục giảm và thậm chí là có khả năng giảm xuống dưới 100 triệu vào cuối thế kỷ 21.

## Khái quát
Trải qua nhiều biến động trong suốt lịch sử, cuối cùng, kinh tế Nhật Bản đã và đang tăng trưởng, nhưng cũng nảy sinh không ít vấn đề. Vào thế kỉ 16 - 17, kinh tế Nhật Bản chủ yếu là nông nghiệp trồng lúa nước và đánh bắt cá. Công nghiệp bắt đầu phát triển sau cuộc Cải cách Minh Trị vào giữa thế kỉ 19 (năm 1868). Bước sang thế kỉ 20, ngành công nghiệp của Nhật Bản đã phát triển rõ rệt. Trong suốt đầu thế kỉ 20, các ngành công nghiệp được ưa chuộng và phát triển nhất là sắt thép, đóng tàu, chế tạo vũ khí, sản xuất phương tiện. Do nhu cầu tài nguyên để phục vụ các ngành này, quân đội Nhật Bản bắt đầu bành trướng và xâm chiếm nước ngoài. Trong số những vùng mà Nhật chiếm được, đáng chú ý nhất là Mãn Châu Lý của Trung Quốc và Triều Tiên.
Trong thế chiến 2, mặc dù ưu thế ban đầu nghiêng về Nhật Bản. Tuy nhiên, đến năm 1945, nước này nằm trong tầm ném bom của đối phương. Máy bay ném bom của quân Đồng minh đã tàn phá nhiều thành phố. Đáng chú ý nhất là vụ ném bom nguyên tử Hiroshima và Nagasaki đã gây ra sức tàn phá lớn trên quy mô rộng.
Sau chiến tranh, các thành phố và nhà máy bắt đầu tái thiết lại, nhưng khá chậm do thiếu vốn. Vận mệnh của Nhật thay đổi sau khi Chiến tranh Triều Tiên nổ ra vào năm 1950. Mỹ muốn Nhật sản xuất vũ khí để cung cấp cho lực lượng Mỹ ở Nam Triều Tiên. Sản lượng công nghiệp, đặc biệt trong các lĩnh vực như sắt thép và đóng tàu, tăng nhanh chóng. Nhờ nguồn tài chính từ các đơn hàng của Mỹ và quyết tâm khôi phục lại đất nước, đến khi Chiến tranh Triều Tiên kết thúc vào năm 1953, nhiều nhà máy mới đã được xây dựng. Sau sự bùng nổ kinh tế, các hãng điện tử hàng đầu thế giới đã xuất hiện như Sony, Panasonic, Toshiba hay Honda.
Trải qua ba thập kỷ phát triển kinh tế kể từ năm 1960, tốc độ tăng trưởng kinh tế nhanh chóng của Nhật Bản khiến người ta phải gọi đây là kỳ tích kinh tế Nhật Bản thời hậu chiến. Dưới sự chỉ đạo của Bộ Kinh tế, Thương mại và Công nghiệp, nền kinh tế đã đặt được mức tăng trưởng bình quân 10% vào những năm 1960, 5% trong những năm 1970 và 4% vào những năm 1980, nhờ đó Nhật Bản đã vươn lên và duy trì vị thế là nền kinh tế lớn thứ hai thế giới trong suốt từ năm 1991 đến 2010 trước khi bị Trung Quốc vượt qua. Năm 1990, thu nhập bình quân đầu người của Nhật Bản ngang bằng, thậm chí là cao hơn hầu hết các nước phương Tây.
Vào thời kỳ nửa sau của những năm 1980, giá cổ phiếu và bất động sản tăng cao đã tạo ra bong bóng kinh tế . Bong bóng kinh tế đã đột ngột kết thúc khi Sở giao dịch chứng khoán Tokyo sụp đổ vào năm 1990–92 khiến giá bất động sản đạt đỉnh vào năm 1991. Tăng trưởng ở Nhật Bản trong suốt những năm 1990 chỉ ở mức 1,5% mỗi năm; thấp hơn so với mức tăng trưởng trung bình của toàn cầu khiến nền kinh tế Nhật Bản rơi vào tình trạng suy thoái tồi tệ và được biết đến với tên gọi Thập kỷ mất mát. Sau khi nền kinh tế Nhật Bản tiếp tục trì trệ thêm một thập kỷ nữa (2001 - 2010), thuật ngữ này được đổi tên thành "2 thập kỷ mất mát", và thậm chí là "3 thập kỷ mất mát" khi mà kinh tế giai đoạn 2011-2020 vẫn tiếp tục tăng trưởng rất chậm.
Với tốc độ tăng trưởng thấp này, nợ quốc gia của Nhật Bản đã tăng lên do gánh nặng của các khoản chi tiêu cho phúc lợi xã hội mà nguyên nhân chủ yếu là do sự già hóa của dân số khiến cơ sở thuế bị thu hẹp lại. Tình trạng "Những ngôi nhà bị bỏ hoang" tiếp tục lan rộng từ nông thôn đến thành thị ở Nhật Bản.
Do là một quốc đảo có địa hình nhiều núi và núi lửa nên quốc gia này không có đủ tài nguyên thiên nhiên để tiếp tục thúc đẩy nền kinh tế với dân số đông tiếp tục phát triển thêm, do đó việc xuất khẩu những mặt hàng có lợi thế so sánh như các sản phẩm công nghiệp mang tính kỹ thuật, có sự đầu tư cao về nghiên cứu và phát triển để đổi lấy là nhập khẩu nguyên liệu thô và dầu mỏ luôn được chú trọng. Nhật Bản là một trong ba nhà nhập khẩu nông sản hàng đầu trên thế giới bên cạnh Liên minh Châu Âu và Hoa Kỳ về tổng sản lượng phục vụ nhu cầu tiêu dùng nông sản nội địa đồng thời cũng là quốc gia nhập khẩu cá và các sản phẩm thủy sản lớn nhất thế giới. Chợ bán buôn trung tâm thủ đô Tokyo là chợ bán buôn các mặt hàng truyền thống đến từ Nhật Bản lớn nhất, bao gồm cả chợ cá nổi tiếng Tsukiji. Việc săn cá voi tại Nhật Bản với bề ngoài là để phục vụ các hoạt động nghiên cứu, đã bị kiện là bất hợp pháp theo luật pháp quốc tế.
Mặc dù nhiều loại khoáng sản đã được khai thác trên khắp đất nước, nhưng hầu hết các nguồn tài nguyên khoáng sản đều phải nhập khẩu kể từ thời hậu chiến. Các quặng chứa kim loại được khai thác trong nước là rất khó xử lý do chúng chỉ ở cấp thấp. Mặc dù có nguồn tài nguyên rừng đa dạng và rộng lớn khi chiếm 70% diện tích cả nước theo số liệu được thống kê vào cuối những năm 1980, nhưng chúng lại không được khai thác một cách rộng rãi do các quyết định chính trị ở cấp địa phương, tỉnh và quốc gia khi Nhật Bản quyết định không khai thác tài nguyên rừng để thu lợi kinh tế. Các nguồn tài nguyên trong nước chỉ đáp ứng được từ 25 đến 30% nhu cầu gỗ của cả nước. Nông nghiệp và đánh bắt là những ngành nghề khai thác tài nguyên phát triển tốt nhất nhưng cũng phải trải qua nhiều năm đầu tư và sự vất vả, chăm chỉ lao động của người dân mới có được. Do đó, quốc gia đã tập trung phát triển các ngành công nghiệp chế biến, chế tạo để chuyển đổi nguyên liệu thô nhập khẩu từ nước ngoài. Ngành khai thác vàng, Magnesi và bạc đều đáp ứng được nhu cầu cho hoạt động sản xuất công nghiệp hiện tại, mặc dù vậy Nhật Bản vẫn phải phụ thuộc vào nguồn tài nguyên nhập khẩu từ nước ngoài để phục vụ cho ngành công nghiệp hiện đại. Các mặt hàng như quặng sắt, đồng, bôxít và nhôm cũng như nhiều loại lâm sản đều là các tài nguyên nhập khẩu quan trọng.
So với các nền kinh tế công nghiệp phát triển khác, Nhật Bản có mức xuất khẩu được cho là thấp so với quy mô của nền kinh tế. Từ giai đoạn 1970-2018, Nhật Bản là nền kinh tế ít phụ thuộc vào xuất khẩu nhất trong G7 và đứng thứ hai trên toàn thế giới. Đây cũng là một trong những nền kinh tế ít phụ thuộc vào thương mại nhất trong giai đoạn 1970-2018.
Nhật Bản là quốc gia nhận nguồn vốn đầu tư từ nước ngoài đặc biệt thấp. Nguồn vốn FDI chảy vào quốc gia này cho đến nay là thấp nhất trong G7 tính đến năm 2018 và thậm chí còn thấp hơn cả các nền kinh tế có quy mô nhỏ hơn nhiều như Áo, Ba Lan và Thụy Điển. Tỷ lệ vốn FDI đầu vào trên GDP của nước này được cho là thấp nhất trên thế giới.
Nhật Bản đang tụt hậu về năng suất lao động so với các nước phát triển khác. Trong giai đoạn từ năm 1970 đến năm 2018, Nhật Bản là quốc gia có năng suất lao động thấp nhất trong các quốc gia thuộc G7. Đặc thù của nền kinh tế Nhật Bản là các doanh nghiệp lâu đời (shinise), trong đó có một số doanh nghiệp đã hoạt động được hơn một nghìn năm và nhờ vậy mà có được uy tín lớn. Ngược lại, văn hóa khởi nghiệp ở Nhật Bản không được nổi bật như những nơi khác.

## Lịch sử kinh tế Nhật Bản

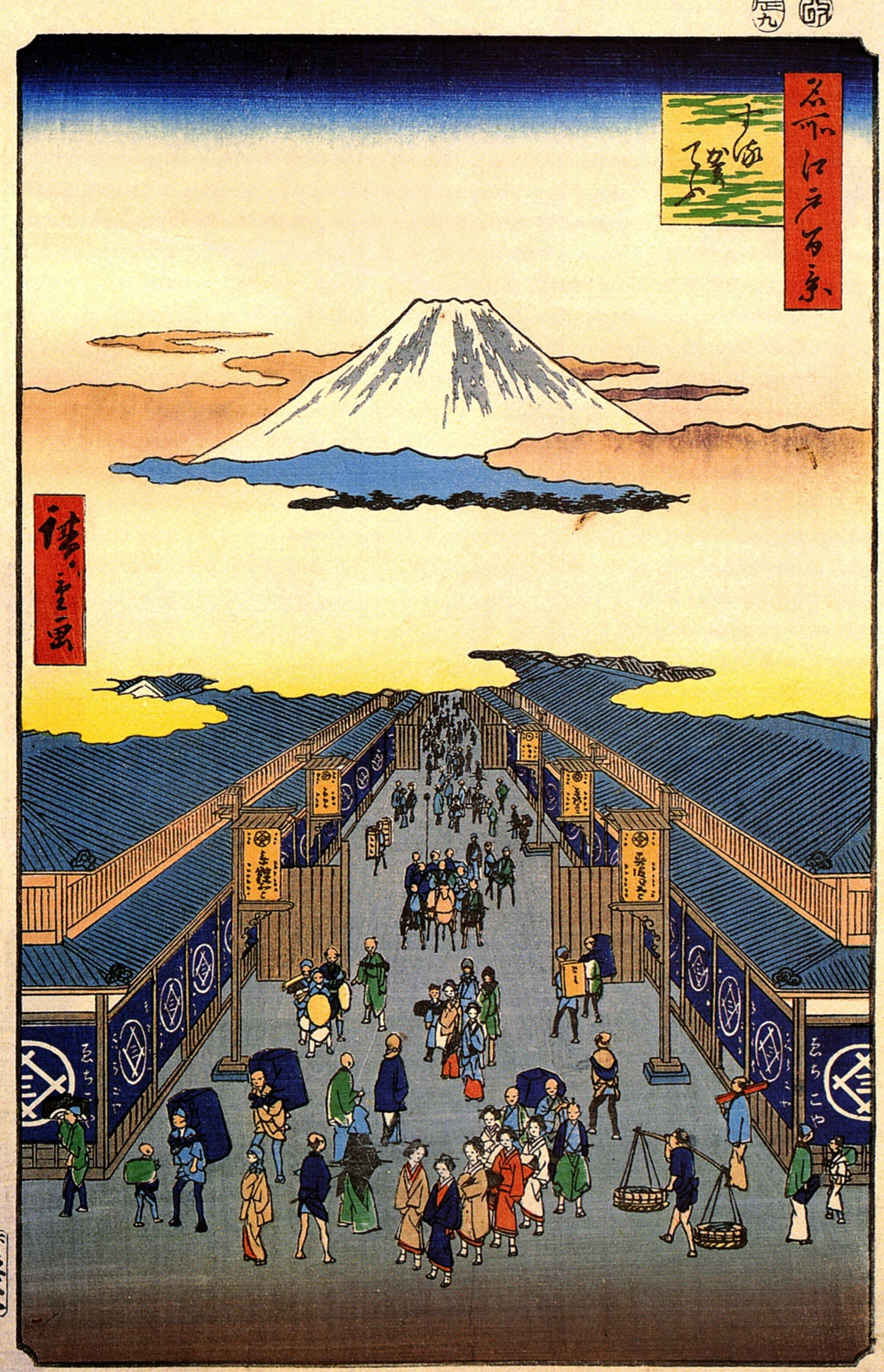
Bức tranh thuộc trường phái ukiyo-e được vẽ vào năm 1856 miêu tả về Echigoya, hay ngày nay là Mitsukoshi

Với sự thăng trầm qua nhiều giai đoạn lịch sử, Nhật Bản là một trong số các quốc gia được nghiên cứu nhiều nhất về lịch sử kinh tế. Giai đoạn đầu tiên bắt đầu từ sự thành lập thành phố Edo (năm 1603) dẫn đến sự phát triển toàn diện của kinh tế nội địa. Giai đoạn thứ hai chính từ cuộc cải cách Minh Trị Duy Tân (năm 1868) đưa nước Nhật trở thành cường quốc đầu tiên ở châu Á có thể sánh vai được với các quốc gia châu Âu. Trong giai đoạn 1946 - 1990, từ vị thế là nước thua trận trong Thế Chiến thứ hai (năm 1945), đảo quốc này đã vươn lên trở nên nền kinh tế lớn thứ hai thế giới, trước khi lâm vào trì trệ kể từ năm 1991 tới nay.

### Giao lưu với châu Âu (thế kỉ 16)
Những người châu Âu thời Phục Hưng đã thán phục Nhật khi họ đến đây vào thế kỷ 16. Đảo quốc này được đánh giá là có rất nhiều kim loại quý, chủ yếu là dựa trên những tính toán của Marco Polo về các lâu đài và đến thờ được mạ vàng, ngoài ra còn dựa trên sự phong phú của các quặng mỏ lộ thiên từ các miệng núi lửa khổng lồ được đặc trưng bởi một đảo quốc có nhiều núi lửa. Các quặng này được khai thác triệt để và trên quy mô lớn và Nhật đã từng là nhà xuất khẩu lớn vàng, bạc và đồng lớn vào thời kỳ Công nghiệp trước khi việc xuất khẩu những mặt hàng này bị cấm.
Nước Nhật thời Phục Hưng cũng được đánh giá là một xã hội phong kiến phức tạp với một nền văn hóa đặc sắc và nền kỹ thuật tiền công nghiệp mạnh mẽ. Dân số đa phần tập trung đông ở các thành thị và thậm chí có những trường Đại học Phật giáo lớn hơn cả các học viện ở phương Tây như Salamanca hoặc Coimbra. Các nhà nghiên cứu châu Âu về thời đại này có vẻ đồng ý rằng người Nhật "chẳng những vượt trội tất cả các dân tộc phương Đông mà còn ưu việt hơn cả người Tây Phương" (Alessandro Valignano, 1584, "Historia del Principo y Progresso de la Compania de Jesus en las Indias Orientales).
Những du khách phương Tây đầu tiên đã rất ngạc nhiên về chất lượng của hàng thủ công và dụng cụ rèn đúc của Nhật Bản. Điều này xuất phát từ việc bản thân nước Nhật khá khan hiếm những tài nguyên thiên nhiên vốn dễ tìm thấy ở châu Âu, đặc biệt là sắt. Do đó, người Nhật nổi tiếng tiết kiệm đối với tài nguyên của họ, càng ít tài nguyên họ càng phát triển các kỹ năng để bù đắp.
Các con tàu của Bồ Đào Nha đầu tiên (thường khoảng 4 tàu kích cỡ nhỏ mỗi năm) đến Nhật chở đầy tơ lụa, gốm sứ Trung Hoa. Người Nhật rất thích những thứ này, tuy nhiên họ lại bị cấm giao dịch với Trung Quốc do các Hoàng đế Trung Hoa muốn trừng phạt các Nụy khấu thường xuyên cướp bóc ở vùng bờ biển Trung Quốc. Sau đó, người Bồ Đào Nha, được gọi là Nanban (Nam Man) chớp lấy cơ hội và đóng vai trò như một trung gian thương mại ở châu Á.

### Thời kỳ Edo (1603–1868)

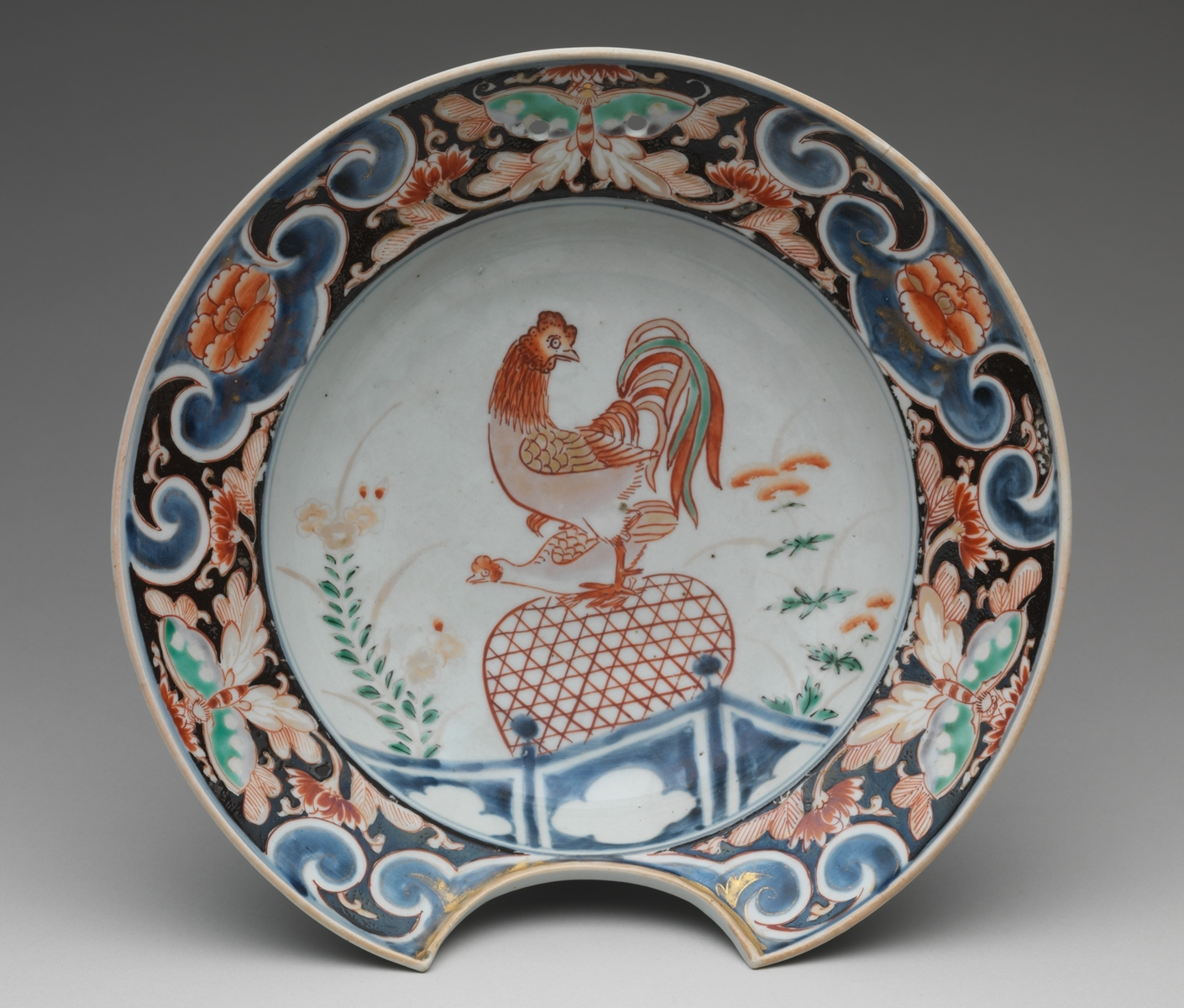
Đồ sứ xuất khẩu của Nhật Bản mang kiểu cách châu Âu, có hình dáng giống một cái bát có vòi nước ở trong chậu cạo râu của thợ cắt tóc vào khoảng năm 1700.

Trong những thập kỷ cuối cùng của mậu dịch Nanban, nước Nhật đã có tương tác mạnh mẽ với các cường quốc Tây Phương về mặt kinh tế và tôn giáo. Khởi đầu của thời kỳ Edo trùng với những thập kỷ này khi Nhật Bản đã đóng được những chiến thuyền vượt đại dương theo kiểu Tây phương đầu tiên như thuyền buồm 500 tấn San Juan Bautista chuyên chở phái bộ ngoại giao Nhật do Hasekura Tsunenaga dẫn đầu đến châu Mỹ rồi sau đó đến châu Âu. Cũng trong giai đoạn đó, chính quyền Mạc Phủ đã trang bị khoảng 350 Châu Ấn Thuyền có ba cột buồm và được trang bị vũ khí để phục vụ việc mua bán ở châu Á. Các nhà phiêu lưu người Nhật như Yamada Nagamasa đi lại rất năng động khắp Á Châu.
Để loại trừ ảnh hưởng của Thiên chúa giáo, Nhật Bản tiến vào một thời kỳ cô lập gọi là tỏa quốc với nền kinh tế ổn định và tăng trưởng nhẹ. Tuy nhiên không lâu sau đó vào những năm 1650, ngành sản xuất đồ sứ xuất khẩu của Nhật Bản đã phát triển rất mạnh khi mà cuộc nội chiến đã khiến trung tâm sản xuất đồ gốm xứ của Trung Quốc ở Cảnh Đức Trấn phải ngừng hoạt động trong vài thập kỷ. Trong giai đoạn còn lại của thế kỷ 17, hầu hết các mặt hàng đồ sứ Nhật Bản được dùng để xuất khẩu mà chủ yếu là ở Kyushu. Thương mại sa sút do sự cạnh tranh mới của Trung Quốc vào những năm 1740 trước khi được hồi phục khi Nhật Bản mở cửa vào giữa thế kỷ 19.
Phát triển kinh tế trong suốt thời kỳ Edo bao gồm đô thị hóa, gia tăng vận tải hàng hóa bằng tàu, mở rộng thương mại nội địa và bắt đầu mua bán với nước ngoài, phổ biến thương nghiệp và thủ công nghiệp. Thương mại xây dựng rất hưng thịnh song hành với các cơ sở ngân hàng và hiệp hội mậu dịch. Các lãnh chúa chứng kiến sự tăng mạnh dần trong sản xuất nông nghiệp và sự lan rộng của ngành thủ công ở nông thôn.
Khoảng giữa thế kỷ 18, dân số Edo đã đạt hơn 1 triệu người trong khi Osaka và Kyoto mỗi nơi cũng có hơn 400,000 cư dân. Nhiều thành thị xây xung quanh các thành quách cũng phát triển. Osaka và Kyoto trở thành những trung tâm thương mại và thủ công đông đúc nhất trong khi Edo là trung tâm cung ứng thực phẩm và nhu yếu phẩm cho người tiêu dùng thành thị.
Lúa gạo là nền tảng của nền kinh tế, các lãnh chúa phong kiến thu thuế từ nông dân dưới dạng gạo với thuế suất cao khoảng 40% vụ thu hoạch. Gạo được bán ở các chợ fudasashi ở Edo. Để sớm thu tiền, các lãnh chúa sử dụng các Hợp đồng kỳ hạn để bán gạo chưa được thu hoạch. Những hợp đồng này tương tự như loại hợp đồng tương lai thời hiện đại.
Dưới thời này, Nhật Bản dần dần tiếp thu khoa học và công nghệ phương Tây (gọi là Hà Lan học, hay "rangaku", "học vấn của người Hà Lan") qua thông tin và những cuốn sách của các thương nhân đến từ Hà Lan ở Dejima. Lĩnh vực học tập chính là địa lý, dược học, khoa học tự nhiên, thiên văn học, nghệ thuật, ngôn ngữ, cơ học như nghiên cứu về các hiện tượng điện, và khoa dược học, với ví dụ về sự phát triển của đồng hồ Nhật Bản, hay wadokei, chịu ảnh hưởng của kỹ thuật phương Tây.

### Trước thế chiến 2 (1868-1945)
Kể từ giữa thế kỷ 19, sau cuộc Minh Trị Duy Tân, Nhật Bản đã mở cửa cho thương mại và ảnh hưởng của phương Tây và đã trải qua hai thời kỳ phát triển kinh tế. Lần đầu tiên bắt đầu một cách nghiêm túc vào năm 1868 và kéo dài đến Thế chiến thứ hai; lần thứ hai bắt đầu vào năm 1945 và được duy trì cho đến giữa những năm 1980.
Sự phát triển kinh tế trong thời kỳ trước chiến tranh được bắt đầu với chính sách "Phú quốc cường binh" của Chính quyền Minh Trị. Trong suốt thời kỳ Minh Trị (1868–1912), các nhà lãnh đạo đã xây dựng một hệ thống giáo dục mới dựa trên hệ thống của phương Tây dành cho tất cả những người trẻ tuổi, đồng thời gửi hàng nghìn sinh viên đến Hoa Kỳ và Châu Âu du học và thuê hơn 3.000 người phương Tây đến Nhật Bản để dạy các môn như khoa học, toán học, công nghệ hiện đại và ngoại ngữ (Oyatoi gaikokujin). Chính quyền cũng triển khai xây dựng các tuyến đường sắt, cải thiện chất lượng đường bộ và khánh thành các chương trình cải cách ruộng đất để giúp cho đất nước phát triển hơn nữa.
Nhằm thúc đẩy tiến trình công nghiệp hóa, chính phủ cho rằng cần nếu giúp các doanh nghiệp tư nhân phân bổ được nguồn lược cũng như lập kế hoạch, họ sẽ được trang bị đầy đủ để đưa nền kinh tế quốc gia đi lên. Chính vì vậy mà vai trò chủ đạo của chính phủ là cung cấp các điều kiện kinh doanh tất nhất cho các doanh nghiệp tư nhân. Nói tóm lại, chính phủ phải là người hướng dẫn và kinh doanh nhà sản xuất. Vào đầu thời kỳ Minh Trị, chính phủ đã xây dựng các nhà máy và xưởng đóng tàu để bán cho các doanh nhân với giá thấp. Nhiều doanh nghiệp trong số này đã phát triển nhanh chóng thành các tập đoàn lớn. Chính phủ nổi lên với tư cách là người thúc đẩy chính doanh nghiệp tư nhân khi ban hành một loạt chính sách ủng hộ doanh nghiệp.
Vào giữa những năm 1930, mức lương danh nghĩa của Nhật Bản "thấp hơn 10 lần" so với của Hoa Kỳ (dựa trên tỷ giá hối đoái giữa những năm 1930), trong khi tính theo sức mua tương đương bằng khoảng 44% so với Hoa Kỳ.
Quy mô và cơ cấu công nghiệp ở các thành phố của Nhật Bản đều được duy trì và điều tiết chặt chẽ mặc dù dân số và các ngành công nghiệp trên các thành phố này đã tăng lên đáng kể.
Nhờ công cuộc Minh Trị duy tân cũng như việc chiếm được một số thuộc địa, vào trước thế chiến thứ hai, quy mô kinh tế Nhật Bản đã đạt mức tương đương với các cường quốc châu Âu. Năm 1940, tổng sản lượng kinh tế (GDP) của Nhật bản (quy đổi theo thời giá USD năm 1990) đã đạt 192 tỷ USD, so với Anh là 316 tỷ USD, Pháp là 164 tỷ USD, Italy là 147 tỷ USD, Đức là 387 tỷ USD, Liên Xô là 417 tỷ USD
Đến tháng 12 năm 1941, Nhật Bản tấn công căn cứ hải quân Mỹ ở Trân Châu cảng, Hawaii. Mỹ tham gia Chiến tranh Thế giới thứ hai, chống lại Nhật và Đức. Ban đầu, ưu thế nghiêng vệ Nhật Bản, nhưng đến năm 1945, các thành phố của nước này đã ở trong tầm ném bom của đối phương. Phần lớn các ngành công nghiệp Nhật Bản trở thành mục tiêu ném bom của quân Đồng Minh. Máy bay ném bom của quân Đồng minh đã tàn phá các thành phố lớn như Tokyo, Niigata, Osaka, Fukuoka, Hiroshima và Nagasaki. Năm 1945, sau khi Nhật Bản bại trận, các nhà công nghiệp của nước này bắt đầu quá trình tái tiết các nhà máy.

### Sau chiến tranh (1945-1985)

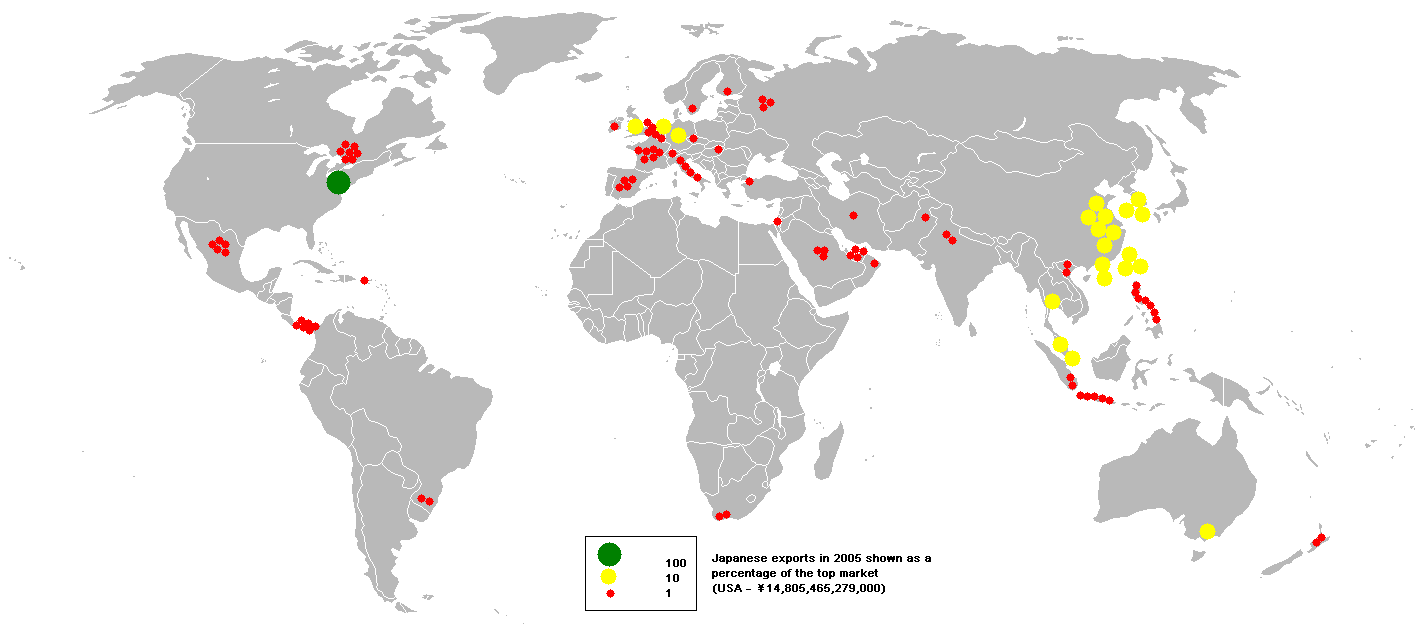
Xuất khẩu của Nhật Bản năm 2005

Sau chiến tranh, Nhật Bản bắt đầu hồi phục kinh tế. Từ năm 1950, Chiến tranh Triều Tiên nổ ra cũng là lúc mà ngành công nghiệp của Nhật Bản phát triển đến kinh ngạc. Mỹ muốn Nhật sản xuất vũ khí để ủng hộ Nam Triều Tiên. Sản lượng công nghiệp, đặc biệt trong các lĩnh vực đóng tàu và sản xuất sắt thép tăng nhanh chóng. Sau khi cuộc chiến kết thúc, Nhật bắt đầu xây dựng các nhà máy và khu công nghiệp mới.
Ngoài kỹ năng về lao động và quản lý, Nhật Bản còn có những lợi thế khác. Nước này có nhiều nhà máy cho năng suất cao, đem lại lợi nhuận và nằm ở những vị trí vô cùng thuận lợi. Các nhà máy quy mô lớn ở miền duyên hải có thể nhập khẩu nguyên liệu với số lượng lớn từ vùng nào có giá nguyên liệu rẻ nhất. Sản lượng và doanh thu từ thép tăng vọt. Đóng tàu và các ngành công nghiệp khác cũng phát đạt. Trong đó, có một số ngành mới như điện tử, sản xuất ô tô, đồ điện cũng bắt đầu phát triển. Từ những ngành công nghiệp trên, các nhãn hiệu hàng đầu thế giới bắt đầu xuất hiện như Sony, Panasonic và Honda.
Trong giai đoạn những năm 1960 đến 1980, tăng trưởng kinh tế chung là rất nhanh: trung bình 10% vào những năm 1960, 5% trong những năm 1970 và 4% vào những năm 1980. Vào cuối giai đoạn này, Nhật Bản đã trở thành nền kinh tế có thu nhập cao.
Sự phát triển rất nhanh của nền kinh tế Nhật Bản trong giai đoạn 1952-1973 bắt nguồn từ một số nguyên nhân cơ bản sau:
- Nhân tố lịch sử: Kể từ Minh Trị duy tân đến trước thế chiến thứ 2, Nhật Bản đã có 70 năm phát triển đất nước theo mô hình hiện đại và đã trở thành cường quốc số 1 châu Á trong thập niên 1930. Dù bị tàn phá nặng nề trong thế chiến, nhưng những nhân tố và kinh nghiệm quý báu của Nhật Bản vẫn còn nguyên vẹn, họ có thể tận dụng kinh nghiệm này để nhanh chóng xây dựng lại nền kinh tế.
- Nhân tố con người: trước thế chiến thứ 2, Nhật Bản đã có đội ngũ chuyên gia khoa học và quản lý khá đông đảo, có chất lượng cao. Dù bại trận trong thế chiến 2 nhưng lực lượng nhân sự chất lượng cao của Nhật vẫn còn khá nguyên vẹn, họ đã góp phần đắc lực vào bước phát triển nhảy vọt về kỹ thuật và công nghệ của đất nước. Người Nhật được giáo dục theo những luân lý của Nho giáo với những đức tính cần kiệm, kiên trì, lòng trung thành, tính phục tùng... vẫn được đề cao. Nhờ đó, giới quản lý Nhật Bản đã đặc biệt thành công trong việc củng cố kỷ luật lao động, khai thác sự tận tụy và trung thành của người lao động.
- Mức tích lũy cao thường xuyên, sử dụng vốn đầu tư có hiệu quả cao: những năm 1950, 1960, tiền lương nhân công ở Nhật rất thấp so với các nước phát triển khác (chỉ bằng 1/3 tiền lương của công nhân Anh và 1/7 tiền lương công nhân Mỹ), đó là nhân tố quan trọng nhất để đạt mức tích lũy vốn cao và hạ giá thành sản phẩm. Ngoài ra, Nhật Bản đã chú ý khai thác và sử dụng tốt nguồn tiết kiệm cá nhân. Từ 1961-1967, tỷ lệ gửi tiết kiệm trong thu nhập quốc dân là 18,6% cao gấp hơn hai lần của Mỹ (6,2%) và Anh (7,7%)
- Nhật Bản không có quân đội nên có thể giảm chi phí quân sự xuống mức dưới 1% tổng sản phẩm quốc dân, nguồn lực đó có thể chuyển sang phát triển kinh tế.
- Tiếp cận và ứng dụng nhanh chóng những tiến bộ khoa học-kỹ thuật: trước thế chiến thứ 2, Nhật Bản đã là một cường quốc về khoa học, công nghệ. Sau chiến tranh, nhân tố này tiếp tục được phát huy.
- Tình hình quốc tế có nhiều thuận lợi: Trong các cuộc chiến tranh ở Triều Tiên và Việt Nam, Chính phủ Mỹ đã có hàng loạt đơn đặt hàng với các công ty của Nhật Bản về trang bị, khí tài và các đồ quân dụng khác. Từ năm 1950 đến 1969, Nhật Bản đã thu được 10,2 tỷ USD các đơn đặt hàng của Mỹ (tương đương 70 tỷ USD theo thời giá 2015). Trong giai đoạn này, 34% tổng giá trị hàng xuất khẩu sang Mỹ và 30% giá trị hàng nhập của Nhật là từ thị trường Mỹ. Có thể nói nhu cầu về hàng hóa của Mỹ cho các cuộc chiến tranh ở Triều Tiên và Việt Nam là hai "ngọn gió thần" đối với nền kinh tế Nhật Bản.

Tuy nhiên, nền kinh tế Nhật Bản cũng đã phải đối mặt với những mâu thuẫn gay gắt:
- Sự mất cân đối nghiêm trọng giữa các vùng kinh tế: Phần lớn công nghiệp tập trung ở các đô thị phía Đông nước Nhật, trong khi đó các vùng phía Tây và các vùng nông nghiệp vẫn còn trong tình trạng lạc hậu. Nhiều nhà kinh tế phương Tây nhận xét rằng có hai nước Nhật: một nước Nhật rất hiện đại ở các đô thị và một nước Nhật cũ kỹ ở các vùng nông thôn.
- Sự phát triển của nền kinh tế Nhật Bản phụ thuộc nhiều vào bên ngoài cả về thị trường tiêu thụ hàng hóa và nguồn cung cấp nguyên liệu. Khi giá nguyên liệu tăng, kinh tế bị tác động mạnh.
- Mâu thuẫn xã hội ngày càng gay gắt do các công ty vì chạy theo lợi nhuận nên đã hạn chế những chi phí cho phúc lợi xã hội, duy trì lề lối làm việc khắc nghiệt khiến người làm công bị áp lực nặng nề, dẫn tới nạn tự sát và thanh niên ngại kết hôn và sinh con. Về lâu dài, mâu thuẫn này sẽ phát tác làm kinh tế dần trì trệ đi (tới cuối thế kỷ 20, tình trạng già hóa dân số đã thực sự trở thành vấn đề nghiêm trọng tại Nhật Bản)

### Trì trệ (từ 1990 tới nay)
Nền kinh tế của Nhật Bản phát triển thịnh vượng trong thập niên 1970 nhưng rồi cũng bộc lộ ra những điểm yếu của nó. Sau thời kì kinh tế "bong bóng" 1986-1990, từ năm 1991, kinh tế Nhật Bản phát triển ì ạch. Trong những năm 1992-1995 tốc độ tăng trưởng hàng năm chỉ đạt 1,4%, năm 1996 là 3,2%.
Giai đoạn những năm 1990 chính kiến sự tăng trưởng trì trệ của nền kinh tế đã đánh dấu cho sự khởi đầu của thập kỷ mất mát sau sự sụp đổ của bong bóng giá tài sản ở Nhật Bản. Hậu quả là ngân sách quốc gia đã bị thâm hụt nghiêm trọng (phải chi hàng nghìn tỷ Yên để cứu vãn hệ thống tài chính của Nhật Bản) để tài trợ cho các chương trình xấy dựng công trình công cộng lớn.
Đặc biệt, từ 1997, và nhất là từ đầu 1998, kinh tế Nhật bị lâm vào suy thoái nghiêm trọng nhất kể từ sau cuộc khủng hoảng dầu lửa năm 1974 đến nay với những biểu hiện khủng hoảng hệ thống tài chính tiền tệ, đồng Yên, chứng khoán giảm giá mạnh, nợ xấu khó đòi tăng cao, sản xuất trì trệ và tỉ lệ thất nghiệp hoàn toàn đạt con số kỷ lục trong 45 năm nay (5,5% tháng 12 năm 2002). Năm 1997, GDP bị giảm 0,7%, năm 1998 lại giảm tiếp 1,8%. Cuộc suy thoái kinh tế lần này của Nhật chủ yếu mang tính chất cơ cấu liên quan đến mô hình phát triển của Nhật đang tỏ ra lỗi thời. Năm 1998, các dự án xây dựng công trình công cộng của Nhật Bản vẫn khổng thể kích đủ cầu để chấm dứt giai đoạn trì trệ của nền kinh tế. Trong tình tế tuyệt vọng, chính phủ Nhật Bản đã buộc phải tiến hành các chính sách "tái cơ cấu" nhằm thu hút nguồn tiền dư thừa đang được đầu cơ ở các thị trường chứng khoán và bất động sản. Thật không may là các chính sách kinh tế này đã khiến Nhật Bản rơi vào thời kỳ giảm phát liên tục trong nhiều năm từ năm 1999 đến 2004. Ngân hàng Nhật Bản đã sử dụng biện pháp nới lỏng định lượng để làm tăng nguồn cung tiền quốc gia nhằm thúc đẩy kỳ vọng về lạm phát qua đó phát triển kinh tế Không giống như các cuộc phục hồi trước đây, tiêu dùng nội địa là yếu tố chính thúc đẩy tăng trưởng.
Mặc dù đã giảm lãi suất xuống gần mức 0% trong một thời gian dài, nhưng chiến lược nới lỏng định lượng vẫn không đạt được thành công trong việc ngăn chặn giảm phát. Điều này khiến một số nhà kinh tế học, chẳng hạn như Paul Krugman và một số chính trị gia Nhật Bản lên tiếng ủng hộ việc tạo ra kỳ vọng lạm phát cao hơn. Vào tháng 7 năm 2006, chính sách giảm mức lãi suất bằng 0% kết thúc. Năm 2008, Ngân hàng Trung ương Nhật Bản vẫn duy trì mức lãi suất thấp nhất trong các nước phát triển nhưng giảm phát vẫn chưa được loại bỏ và chỉ số Nikkei 225 đã giảm tới 50% điểm (giai đoạn từ tháng 6 năm 2007 đến tháng 12 năm 2008).  Mắc dù vậy vào ngày 05 tháng 4 năm 2013, Ngân hàng Nhật Bản ra tuyên bố rằng họ sẽ mua 60-70 nghìn tỷ Yên trái phiếu và chứng khoán nhằm loại bỏ tình trạng giảm phát bằng cách tăng gấp đôi lượng cung tiền ở Nhật Bản trong vòng hai năm. Thị trường trên khắp thế giới đã có những phản hồi tích cực với các chính sách mang tính chủ động hiện hành của chính phủ khi mà chỉ số Nikkei 225 đã tăng hơn 42% điểm kể từ tháng 11 năm 2012. The Economist cho rằng những điều chỉnh mang tính tích cực đối với luật phá sản, luật chuyển nhượng đất và luật thuế sẽ hỗ trợ nền kinh tế Nhật Bản. Trong những năm gần đây, Nhật Bản là thị trường xuất khẩu hàng đầu của gần 15 quốc gia thương mại trên toàn thế giới.
Vào tháng 1 năm 2020, Thủ tướng Shinzo Abe tuyên vố rằng Đại dịch COVID-19 ở Nhật Bản khiến chính phủ phải ban hành tình trạng khẩn cấp quốc gia đã khiến nền kinh tế rơi vào tình trạng khủng hoảng tồi tệ nhất kể từ sau thế chiến thứ 2. Jun Saito thuộc Trung tâm Nghiên cứu Kinh tế Nhật Bản nhận định rằng đại dịch đã giáng "đòn cuối cùng" vào nền kinh tế lâu đời của Nhật Bản, vốn sẽ tiếp tục tăng trưởng chậm lại trong năm 2018.
Nhật Bản đang xúc tiến 6 chương trình cải cách lớn trong đó có cải cách cơ cấu kinh tế, giảm thâm hụt ngân sách, cải cách khu vực tài chính và sắp xếp lại cơ cấu chính phủ... Cải cách hành chính của Nhật được thực hiện từ tháng 1 năm 2001. Dù diễn ra chậm chạp nhưng cải cách đang đi dần vào quỹ đạo và nền kinh tế Nhật đã phục hồi và có bước tăng trưởng trở lại. Tuy nhiên, cuộc khủng hoảng tài chính thế giới năm 2008 lại một lần nữa khiến kinh tế Nhật bị suy thoái, GDP bị giảm 5% trong năm 2009. Trong giai đoạn 2010 - 2022, kinh tế Nhật thoát khỏi suy thoái nhưng vẫn chỉ đạt được tốc độ tăng trưởng rất chậm, trung bình 0,5 - 1% mỗi năm.
Hiện nay, kinh tế Nhật Bản còn phải đối mặt với một thách thức mới là tình trạng già hóa dân số khiến lực lượng lao động bị thiếu hụt. Trong tương lai 10 năm tới, kinh tế Nhật Bản nhiều khả năng sẽ tiếp tục duy trì mức tăng trưởng rất chậm (khoảng 0,5 - 1% mỗi năm), khó có thể tăng tốc nhanh hơn.

## Nông nghiệp

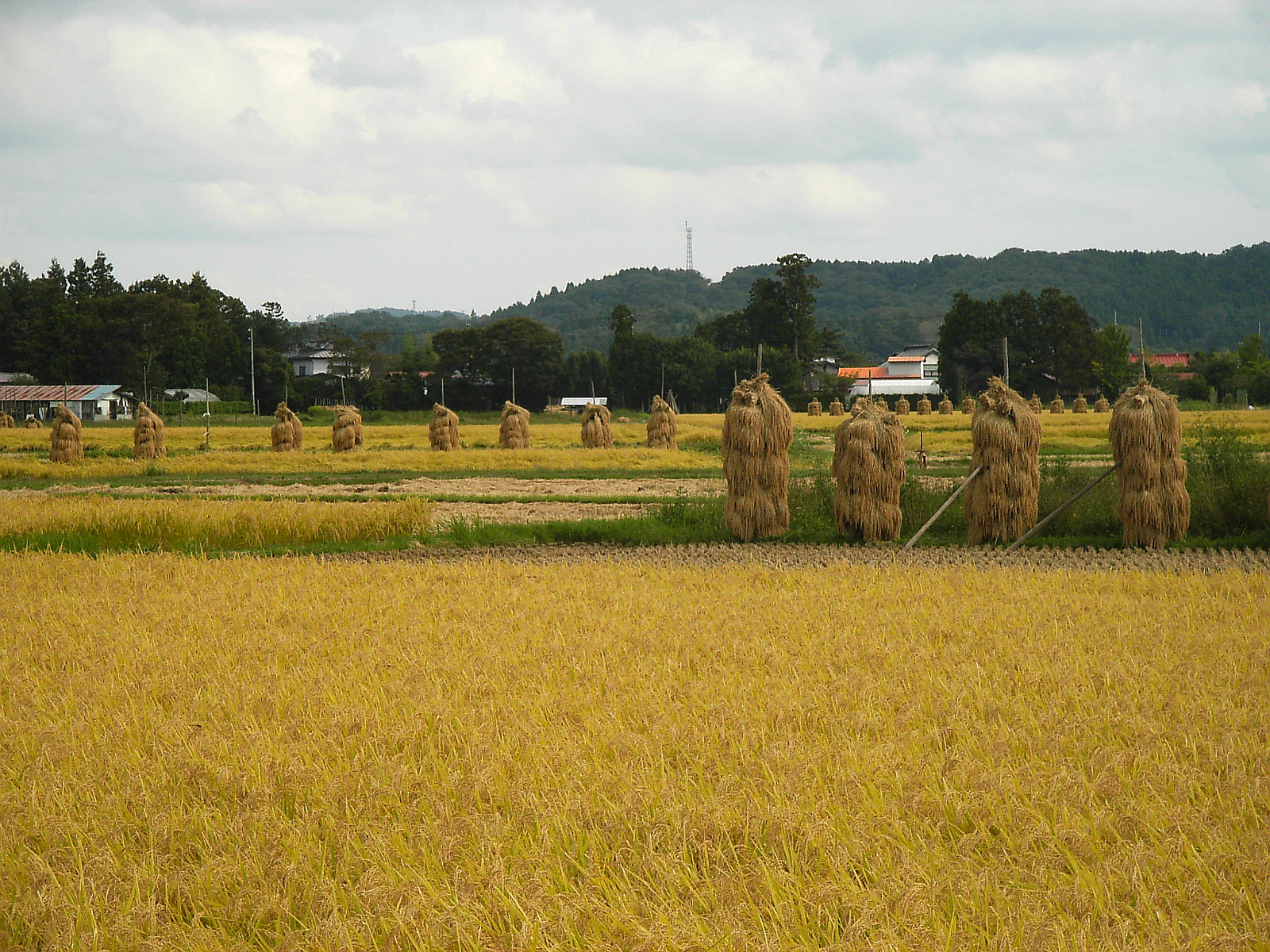
Lúa, một loại cây trồng quan trọng của Nhật Bản.

Sườn núi ở Nhật Bản thường quá dốc để có thể canh tác trong khi phần lớn đồng bằng giờ đây lại được sử dụng để phát triển đô thị hay cho mục đích công nghiệp. Với những nơi đất đai có độ dốc vừa phải, người ta phải tạo thành ruộng bậc thang để trồng trọt. Nhật Bản có lượng mưa lớn và thời tiết ở hầu hết các đảo ngoại trừ Hokkaido đều ấm áp, thế nhưng đất nước này lại phải hứng chịu các trận bão vào đầu mùa thu và tuyết rơi dày trong mùa đông. Ở miền duyên hải, các vùng đồng bằng có thể đương đầu với nguy cơ sóng thần đôi lúc xảy ra và một vài vùng núi là nạn nhân của những đợt núi lửa phun trào.
Dù trong hoàn cảnh khó khăn như vậy, trồng trọt vẫn giữ vai trò rất quan trọng đối với kinh tế Nhật Bản. Giữ vai trò chủ đạo trong ngành nông nghiệp là việc canh tác lúa nước. Tuy nhiên, nhiều trang trại có quy mô nhỏ. Hầu hết nông dân làm việc bán thời gian và phần lớn việc đồng áng do phụ nữ đảm nhận.

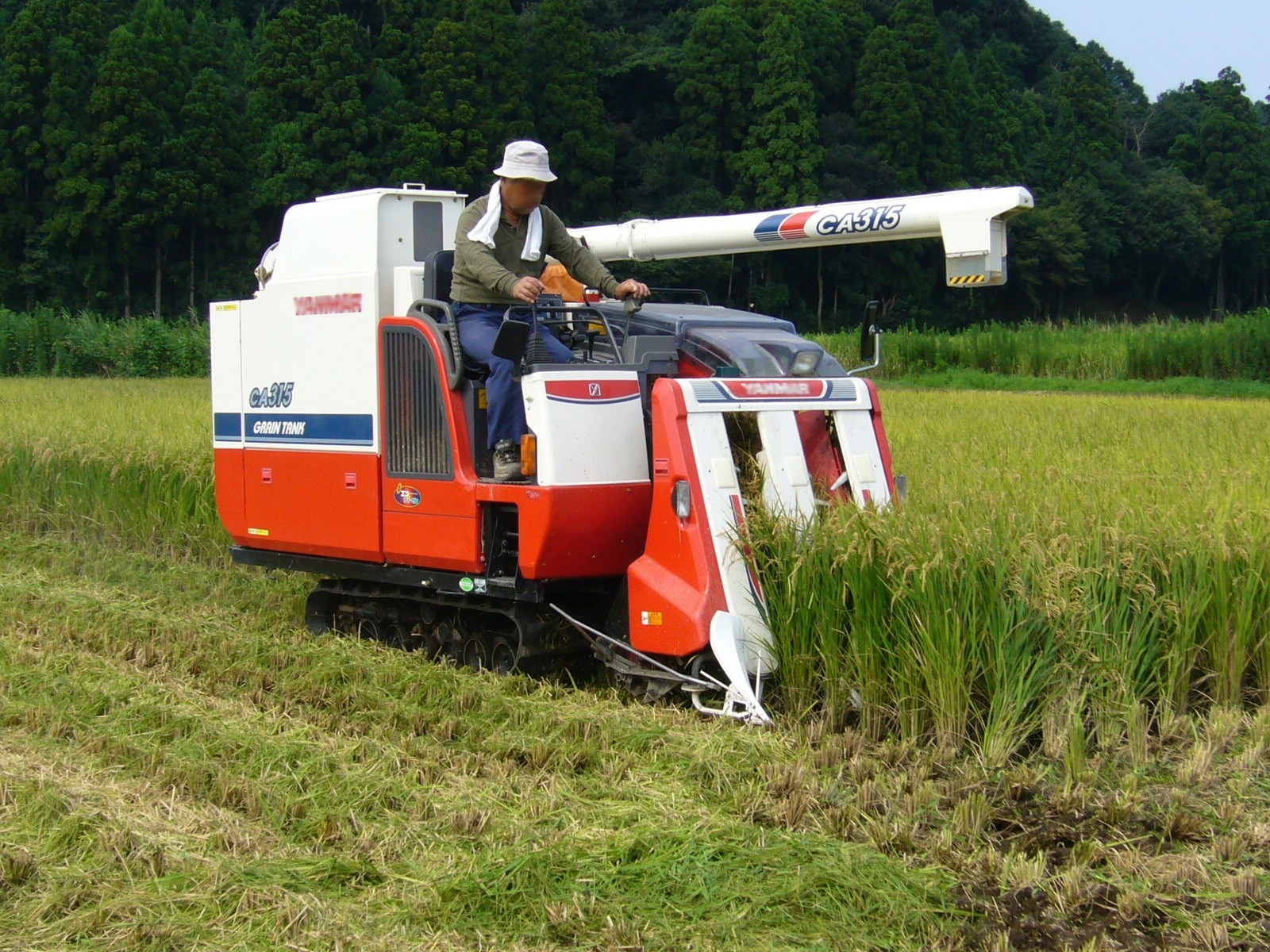
Hầu hết các ruộng lúa ở Nhật đều được gieo cấy và thu hoạch bằng máy móc hiện đại.

Lúa nước cần có những điều kiện đặc biệt để sinh trưởng. Thóc thường được gieo trong nhà kính cho đến khi nảy mầm thành mạ. Sau đó, mạ sẽ được cấy với điều kiện rễ mạ phải cách mặt nước ít nhất 10 cm. Ngoài ra còn cần tới các công trình thủy nông để đáp ứng việc tưới tiêu cho các cánh đồng. Cuối cùng, sang mùa thu thì lúa chín và trước khi được gặt về lúa đã ngả màu nâu vàng như lúa mì. Lúa nước trồng được khắp nơi trên Nhật Bản. Tuy nhiên, lúa hầu hết được trồng ở miền cực nam và tại đây có nhiều vùng chuyên canh tác lúa như Niigata.
Mặc dù lúa nước rõ ràng là cây trồng quan trọng nhất ở Nhật Bản, nhưng người Nhật canh tác cả các loại ngũ cốc khác, như là lúa mạch để cung cấp rượu bia. Rất nhiều loại rau quả, như cà chua, dưa chuột, khoai lang, rau diếp, táo, củ cải và quả anh đào cũng được gieo trồng. Chè cũng được trồng nhiều ở Nhật Bản, đặc biệt là ở các thửa ruộng bậc thang trên sườn núi. Sản phẩm chính từ chè là trà xanh hay ocha, được người dân khắp nơi trong nước sử dụng. Chè được trồng chủ yếu ở phía nam đảo Honshu.

## Ngư nghiệp

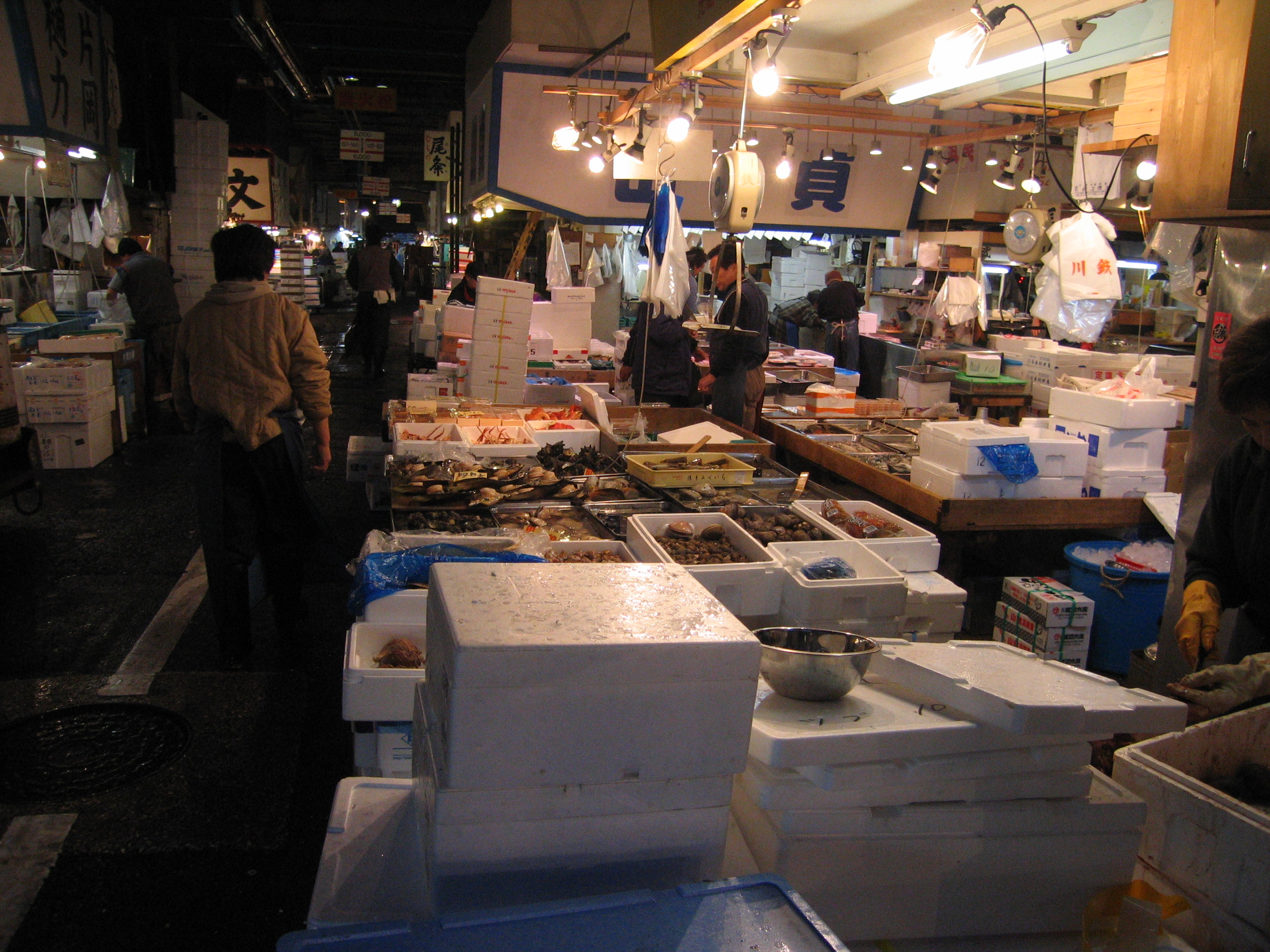
Chợ cá Tsukiji ở Tokyo, Nhật Bản. Tại đây có các phiên đấu giá cá ngừ thu hút rất đông khách du lịch. Để có thể xem được các phiên đấu giá, người ta phải có mặt từ 5 giờ sáng.

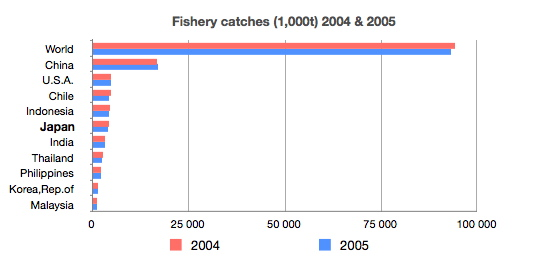
Sản lượng đánh bắt cá ở Nhật Bản so với toàn cầu

Suốt trong nhiều năm, số cá Nhật Bản đánh bắt được lớn hơn bất kỳ một quốc gia nào trên thế giới. Người Nhật cũng tiêu thụ một lượng lớn cá và các hải sản. Tuy nhiên, trong những năm gần đây, Nhật Bản cũng như các quốc gia có ngành ngư nghiệp phát triển khác đều phải chứng kiến tình trạng cạn kiệt của các ngư trường ven biển và xa bờ.
Ngư nghiệp Nhật Bản tuột dốc do trữ lượng cá ở các vùng nước ven biển cạn kiệt và những quy định quốc tế về hạn chế đánh bắt cá ở các vùng biển sâu. Hiện nay ngư nghiệp nước này chỉ còn xếp thứ ba trên thế giới. Để bù đắp sản lượng cá thiếu hụt, Nhật Bản phát triển ngành nuôi trồng thủy sản. Nước này còn tăng số lượng hàng thủy hải sản nhập khẩu, năm 2002 đạt 3,88 triệu tấn. Cá vẫn đóng vai trò quan trọng trong bữa ăn và chiếm gần 40% lượng protein động vật được hấp thụ của người Nhật – con số này cao hơn nhiều so với hầu hết các nước phương Tây.
Sự sụt giảm số tàu đánh cá đã tác động mạnh tới nhiều cộng đồng ngư dân. Trong vòng 30 năm qua, số việc làm trong ngành ngư nghiệp đã giảm gần một nửa và đến năm 2002 chỉ còn 243.330 việc làm. Các cộng đồng ngư dân chịu ảnh hưởng nhiều vấn đề, từ sự phản đối của các tổ chức bảo vệ môi trường cho đến ô nhiễm nước. Tuy nhiên vấn đề chính là do sự đánh bắt bừa bãi ở ven bờ. Cá bị đánh bắt quá nhiều dẫn đến mất cân bằng hệ sinh thái. Hệ quả là số tàu đánh cá giảm, kéo theo sự hình thành những khu thất nghiệp ở một số vùng ven bờ.

## Công nghiệp

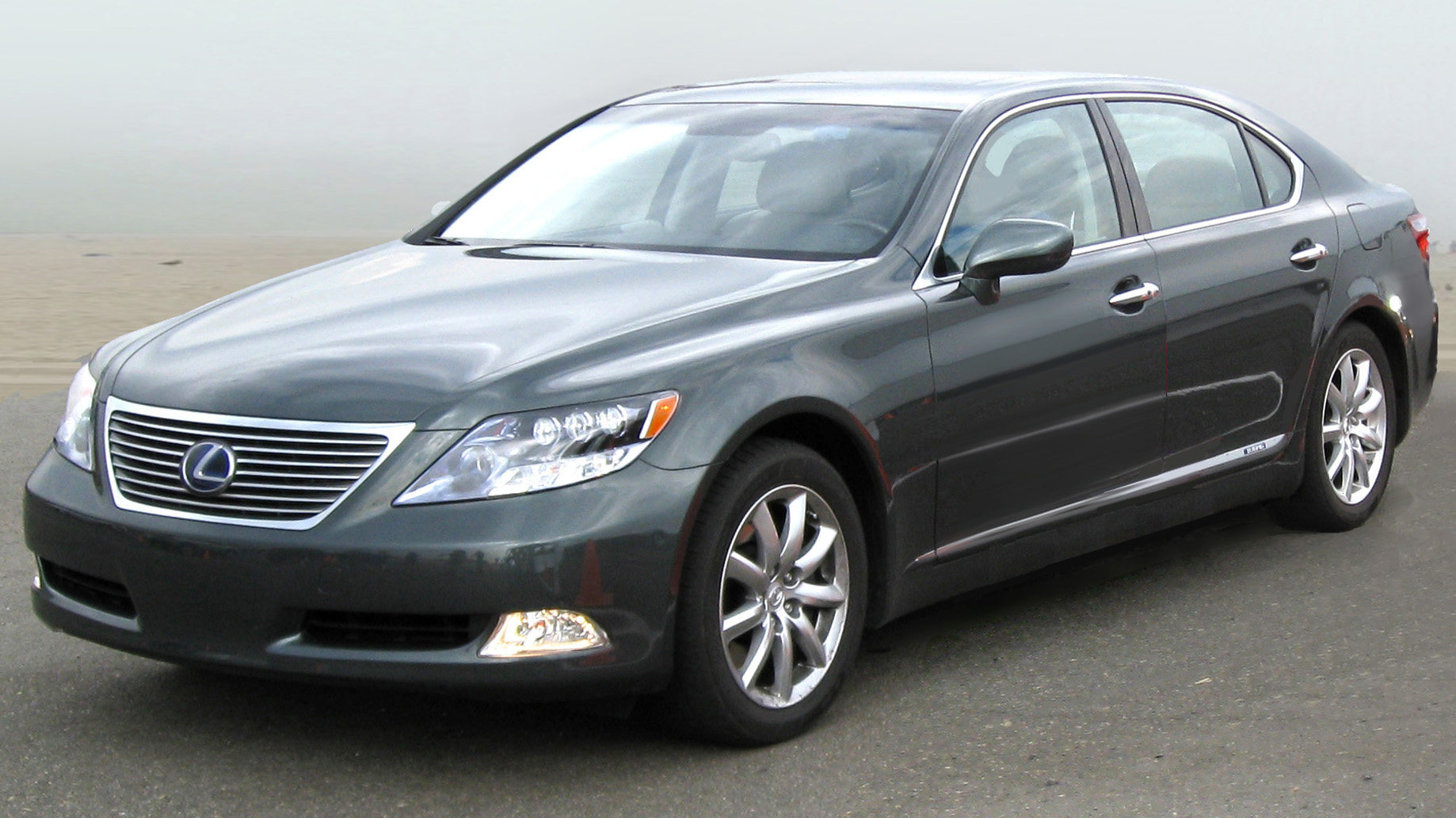
Ô tô, một trong những sản phẩm chính trong công nghiệp của Nhật Bản.

Công nghiệp là một trong những ngành kinh tế quan trọng nhất Nhật Bản. Trong công nghiệp, các ngành được ưa chuộng và phát triển nhất bao gồm: đóng tàu, điện tử, sản xuất đồ gia dụng, sản xuất ô tô và kim loại màu. Từ những năm cuối thế kỉ 20, ngành công nghiệp của Nhật đã phát triển rõ rệt. Bước sang thế kỉ 21, công nghiệp Nhật Bản luôn thay đổi. Các khu công nghiệp lớn tập trung ở Vành đai Thái Bình Dương bao gồm: Keihin (Ở vùng đồng bằng Kanto), Chukyo (Tập trung quanh Nagoya), Hanshin (Osaka), Setouchi (Bao quanh Hiroshima) và Kitakyushu (Bao quanh Kitakyushu và Fukuoka). Trong đó, vùng Keihin là quan trọng nhất và chiếm 42% sản lượng công nghiệp Nhật Bản. Vùng này có nhiều ngành công nghiệp truyền thống như hóa dầu, thép và sản xuất ô tô. Đồng thời đây cũng có ngành dệt may. Song hành cùng các ngành truyền thống là những khu công nghiệp điện tử và công nghệ cao. Các công ty có trụ sở ở đây bao gồm: NEC, Hitachi, Canon, Intel và Sanyo.
Các khu công nghiệp còn lại là Chukyo, Hanshin, Setouchi và Kita-Kyushu. Trong đó, các khu Chukyo, Hanshin và Setouchi chủ yếu là các ngành công nghiệp truyền thống như: dầu mỏ, dệt may, in ấn và sắt thép. Còn Kita-Kyushu lại là nơi có nhiều ngành công nghiệp nặng lâu đời. Trước kia, vùng này là mỏ than địa phương nằm trên đồi. Ngày nay, Kita-Kyushu là khu công nghiệp với các ngành sắt thép, đóng tàu và dầu mỏ.
Ngoài các khu công nghiệp trên, còn có nhiều khu công nghiệp khác nằm ngoài Vành đai Thái Bình Dương bao gồm một số khu công nghiệp nhỏ nằm ở phía bắc Kanto và nằm ven bờ biển Nhật Bản như khu Hokuriku (Nằm ở Niigata và Nagano, Chubu).

## Thương mại và dịch vụ
Thương mại và dịch vụ là hai ngành quan trọng của Nhật Bản, riêng ngành dịch vụ chiếm 73,3% GDP của nước này.

### Thương mại
Nhật Bản là một trong những quốc gia thương mại lớn nhất trên thế giới. Từ năm 1945, thương mại xuất khẩu tăng trưởng đáng kể và đến năm 2003 đạt giá trị 54,55 nghìn tỷ yên. Hiện nay lợi nhuận mà Nhật Bản thu được từ xuất khẩu đã lớn hơn chi tiêu cho nhập khẩu và thặng dư thương mại vào năm 2003 đạt 10,19 nghìn tỷ yên. Sự mất cân bằng trong cán cân thương mại với Nhật đã khiến nhiều nước lo ngại. Các nước này cho rằng Nhật Bản đã dựng lên các rào cản đối với hàng hoá nhập khẩu từ các quốc gia khác. Nhật Bản đã có một số động thái tích cực để giải quyết vấn đề này, ví dụ như trong vòng 20 năm qua hỗ trợ tài chính của chính phủ cho nông dân đã giảm lên.Điều này đồng nghĩa với việc người nông dân trồng lúa ở các nước khác có thể bán được sản phẩm của họ ở Nhật.

### Dịch vụ

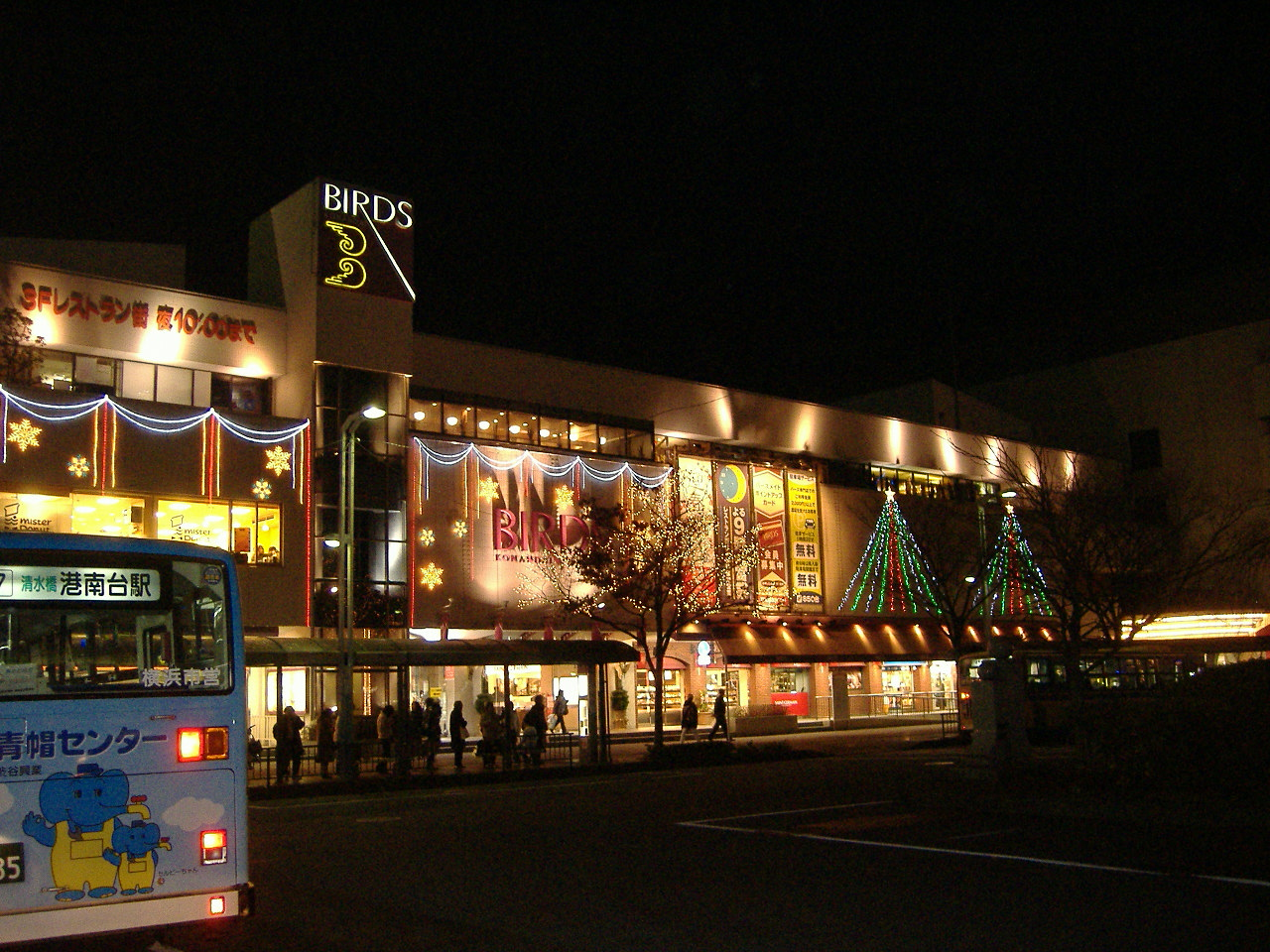
Một khu trung tâm mua sắm ở Yokohama.

Lao động trong các ngành bán lẻ và dịch vụ của Nhật tăng rất nhanh. Trong khi đó, số người làm việc trong ngành công nghiệp chế tạo và nông nghiệp giảm xuống. Sự chuyển dịch về lực lượng lao động nói trên một phần là do những tiến bộ về công nghệp. Giờ đây ở các nông trang và trong các nhà máy, các loại máy móc tinh vi và robot đảm nhiệm một cách nhanh chóng và hiệu quả những công việc có tính lặp đi lặp lại, đơn giản và nguy hiểm. Đồng nghĩa với những công việc như vậy ngày càng giảm. Tốc độ đô thị hoá tăng kéo theo sự gia tăng nhu cầu về các dịch vụ hỗ trợ như giao thông, viễn thông và những ngành dịch vụ công cộng. Ngành giải trí và du lịch tăng trưởng mạnh mẽ.

### Mua sắm
Số lượng lớn những người làm việc trong các ngành dịch vụ là sự phản ánh về xã hội tiêu dùng của Nhật Bản. Người Nhật rất thích mua sắm; trên thực tế, việc mua sắm đang được xem như một thứ tôn giáo hiện đại của nước này. Vào mỗi Chủ nhật, tại nhiều đại lộ, ô tô không được lưu thông để những đoàn người mua sắm có thể đi lại dễ dàng hơn. Dù vậy, vào giờ nghỉ trưa của các ngày chủ nhật, việc mua bán tại siêu thị có thể bị chậm lại.
Nỗi ám ảnh mua sắm kể trên là kết quả từ sự thịnh vượng của Nhật Bản – khi đất nước trở nên phồn vinh hơn thì người dân có nhiều tiền để tiêu xài hơn. Trong thập niên 1960, ba thứ tài sản quý giá, tính trên bình quân số hộ là máy giặt, tủ lạnh và ti vi. Đến thập niên 1980, ba thứ này nhường chỗ cho xe hơi, máy điều hoà và ti vi màu. Những hàng hoá khác như piano, giường kiểu phương Tây, điện thoại di động và máy tính xách tay đã trở nên phổ biến. Mặc dù trang phục truyền thống như áo kimono đã thông dụng trở lại nhưng người Nhật bây giờ hầu hết là mặc trang phục phương Tây như quần jeans, áo khoác và áo thun.

### Ngành du lịch
Người Nhật là một trong những dân tộc ưa thích du lịch nhất trên thế giới và dành một phần đáng kể trong thu nhập khả dụng của họ cho các kỳ nghỉ ở nước ngoài. Thế nhưng ngành du lịch trong nước của Nhật Bản lại không mấy thu hút khách nước ngoài. Năm 2003, có đến 13,30 triệu lượt người Nhật đi du lịch nước ngoài trong khi chỉ có 5,21 triệu du khách đến Nhật Bản. Năm 2002, nước này xếp thứ 32 trên thế giới về du lịch nội địa, thấp hơn so với nhiều quốc gia láng giềng ở Đông Nam Á như Singapore và Malaysia. Hiện nay, hầu hết khách du lịch tới Nhật Bản là người Đài Loan, Mỹ, Hàn Quốc và Anh.

## Giao thông vận tải và thông tin liên lạc

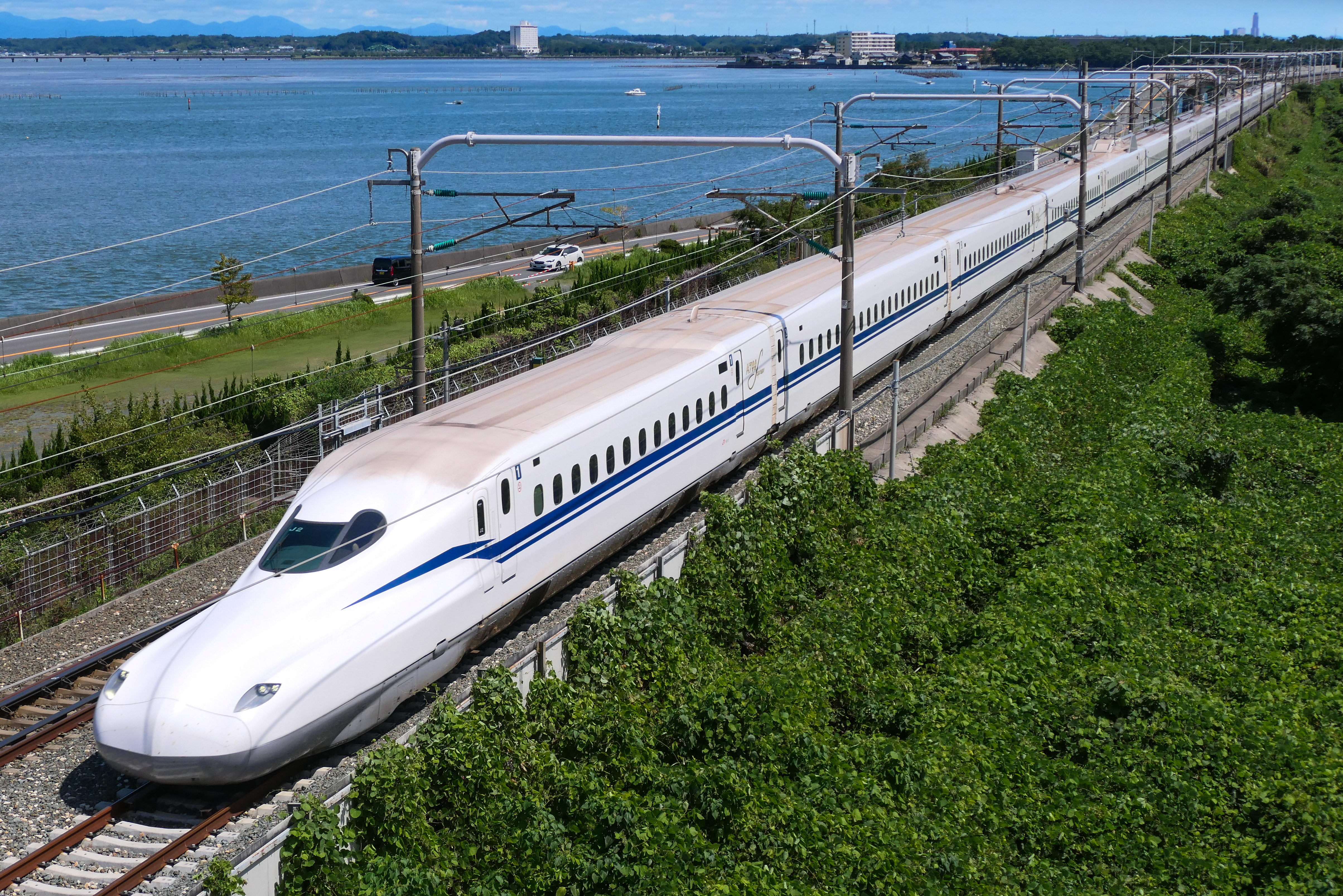
Tàu shinkansen của Nhật Bản có thể chạy với vận tốc 300km/h.

Cảnh quan địa lý của Nhật Bản, cùng với nhiều hiểm hoạ thiên nhiên của nước này là một thách thức đáng kế đối với sự phát triển của mạng lưới thông tin liên lạc. Mặc dù vậy, người Nhật đã đầu tư rất nhiều tiền của để cải thiện cơ sở hạ tầng về giao thông vận tải. Hệ thống vận tải nổi tiếng nhất của Nhật Bản là mạng lưới tàu cao tốc, được gọi là shinkansen.

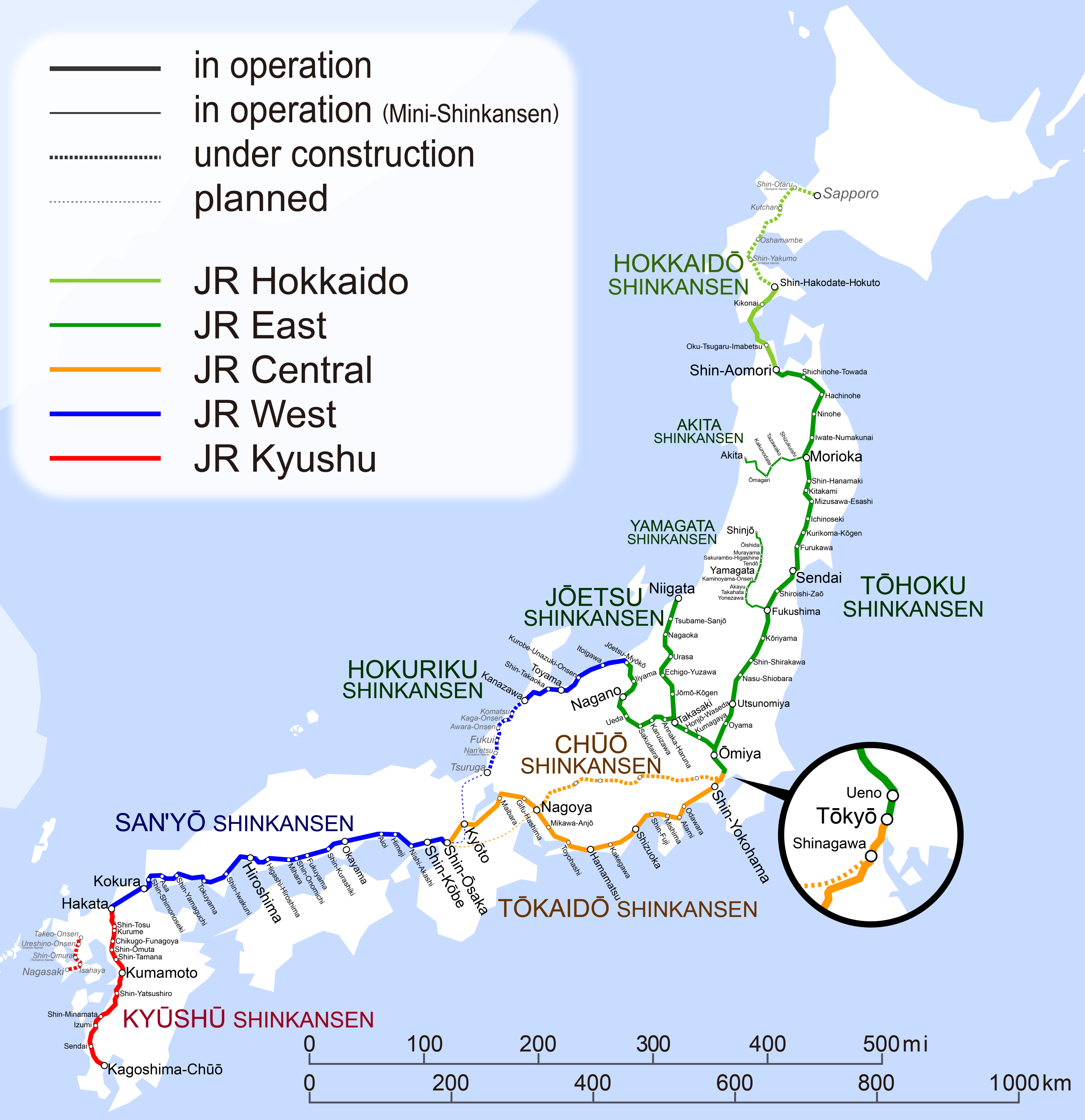
Bản đồ mạng lưới shinkansen dày đặc ở Nhật Bản.

Chính phủ Nhật thấy phải có một hệ thống tàu cao tốc. Những đường ray mới được thiết kế để cho phép có thêm nhiều tuyến chạy thẳng trong cả nước và những đoàn tàu tốc hành được sản xuất dựa trên công nghệ tiên tiến nhất thời bấy giờ. Các con tàu này hội đủ các yếu tố về tốc độ, đúng giờ, đáng tin cậy và thoải mái. Tàu shinkansen vẫn là một trong những đoàn tàu nhanh nhất thế giới và mới đây mới bị tàu TGV của Pháp vượt qua.
Tuy nhiên, những loại tàu cao tốc khác không phải là shinkansen vẫn được đầu tư đáng kể, chẳng hạn như tàu siêu tốc Sonic chạy trên tuyến đường ngoằn nghoèo ở đông Kyushu, nối Hakata và Oita. Hệ thống vận tải đô thị cũng được cải thiện. Mỗi thành phố lại có các hệ thống vận tải khác nhau – xe điện ở Okayama và Hiroshima, tàu điện ngầm ở Kyoto và xe lửa chạy trên một đường ray ở Kita-Kyushu.

## Những thách thức về kinh tế
Vào cuối thập niên 1980, những người làm việc cho các tập đoàn lớn đã trải qua một thời kỳ đặc biệt. Quan hệ chủ thợ tốt đẹp. Giới chủ trả lương tăng lên theo tuổi tác và còn các khoản phúc lợi khác như tiền hưu trí và chăm sóc y tế. Đổi lại, nhân viên trung thành, hợp tác với người chủ và làm việc chăm chỉ. Năng suất nhờ đó được nâng cao, khiến cho Nhật Bản có thể cạnh tranh với các nước có chi phí lao động thấp hơn.
Tuy nhiên, nền kinh tế đã trì tệ trong suốt thập niên 1990. Kể từ năm 1996, GNP của Nhật sụt giảm và đến nay vẫn chưa hồi phục. Trái lại, các vụ phá sản và gánh nặng nợ nần của các tập đoàn lại tăng lên. Tình trạng đó buộc các công ty phải cắt giảm chi phí. Song, sa thải lao động không phải là biện pháp ứng phó truyền thống của Nhật Bản mỗi khi khó khăn về kinh tế.

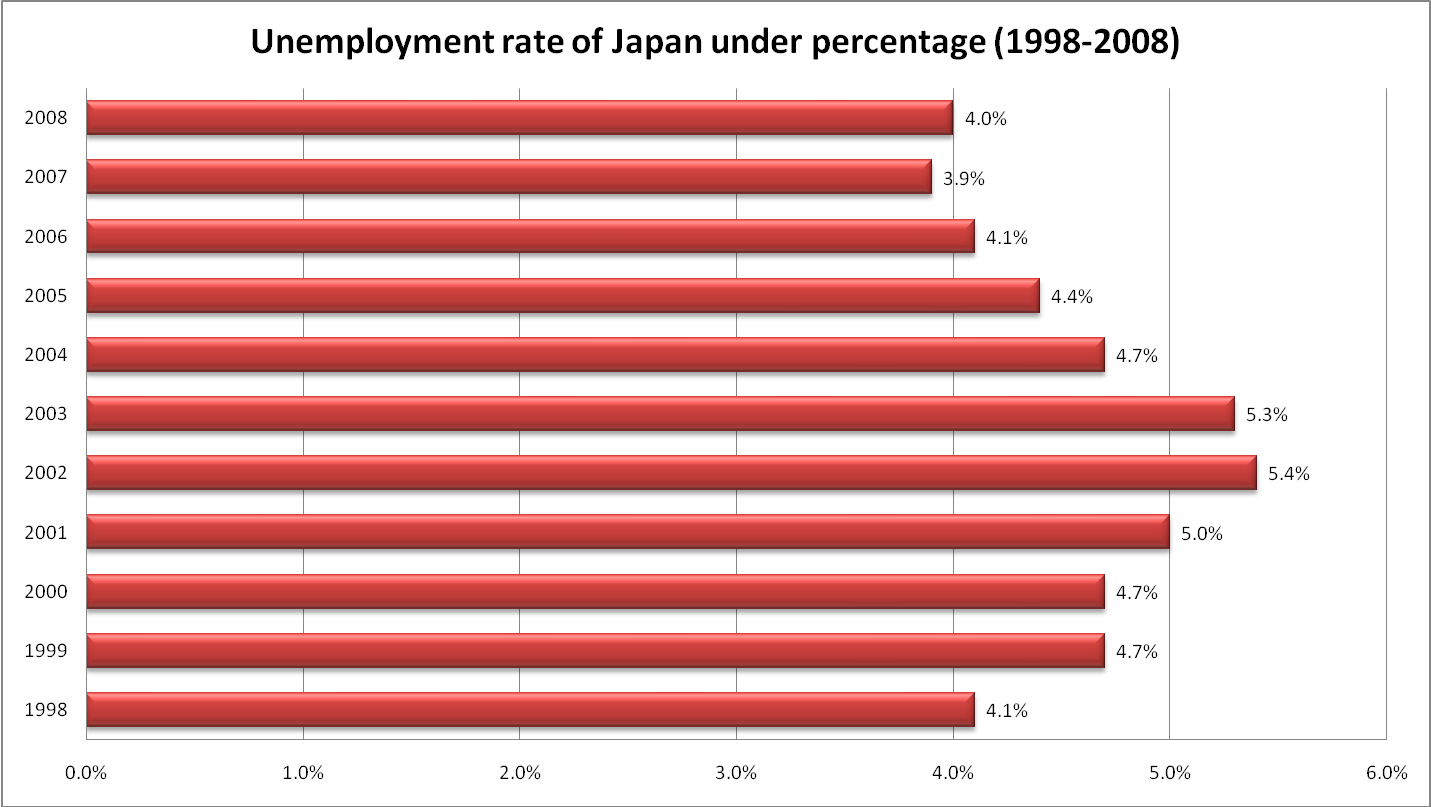
Những chỉ số vệ tỷ lệ thất nghiệp ở Nhật Bản.

### Tác động của nạn thất nghiệp

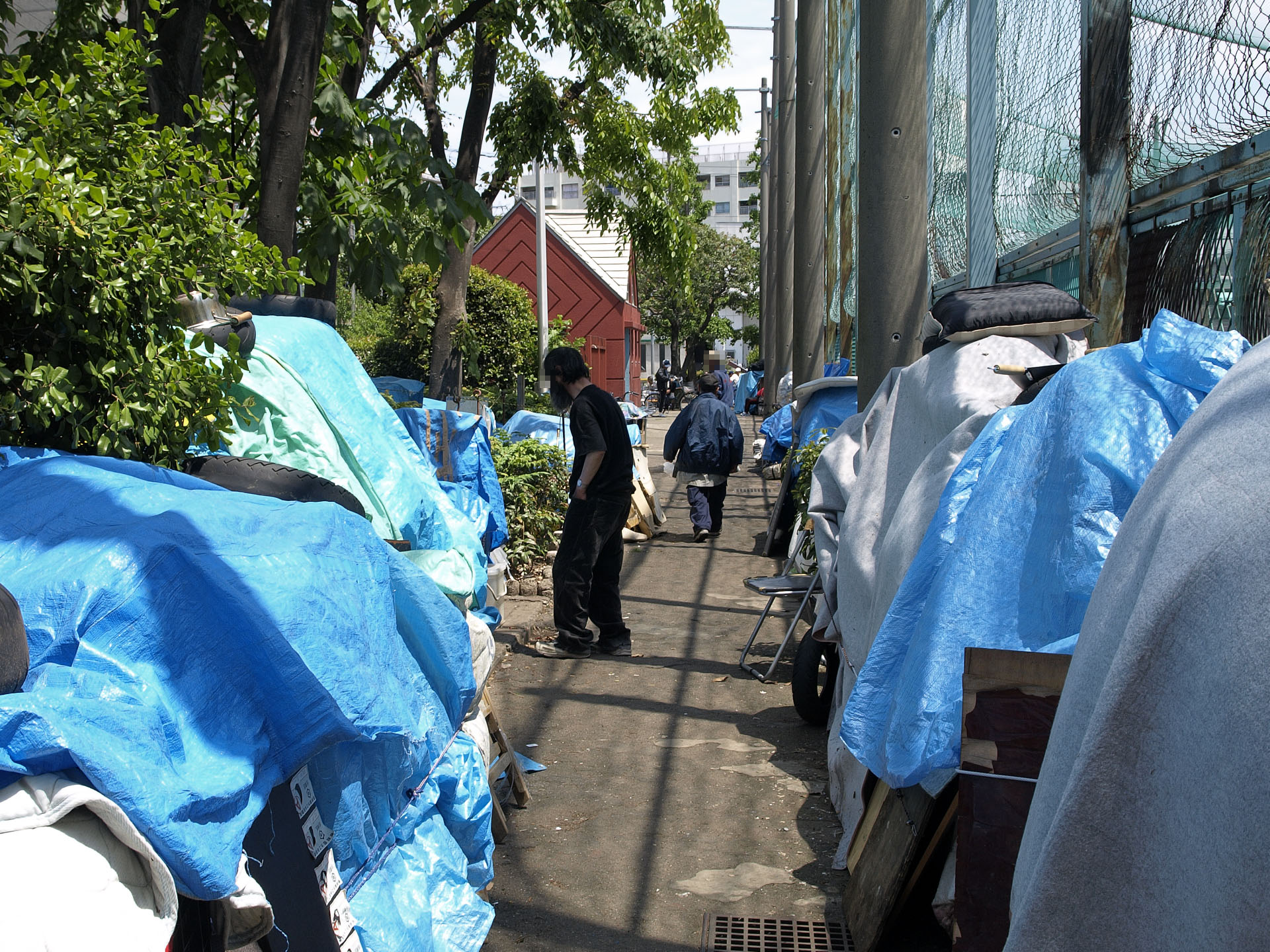
Những người vô gia cư ở quận San'ya, Tokyo.

Kể từ năm 1990, số người thất nghiệp đã tăng gấp đôi. Con số này vẫn thấp hơn nhiều nếu đem so với các tiêu chuẩn phương Tây, nhưng nếu xét theo các tiêu chuẩn của Nhật Bản, tình trạng thất nghiệp gia tăng đã gây ra một số hậu quả nghiêm trọng. Số vụ tự tử tăng lên rõ rệt. Tổng chi phí phúc lợi xã hội tăng từ 47.220 tỷ yên lên tới 81.400 tỷ yên vào năm 2001. Các vụ phạm pháp cũng tăng khá nhanh, từ 1.637.000 vụ vào năm 1990 lên đến 2.790.000 vụ vào năm 2003.

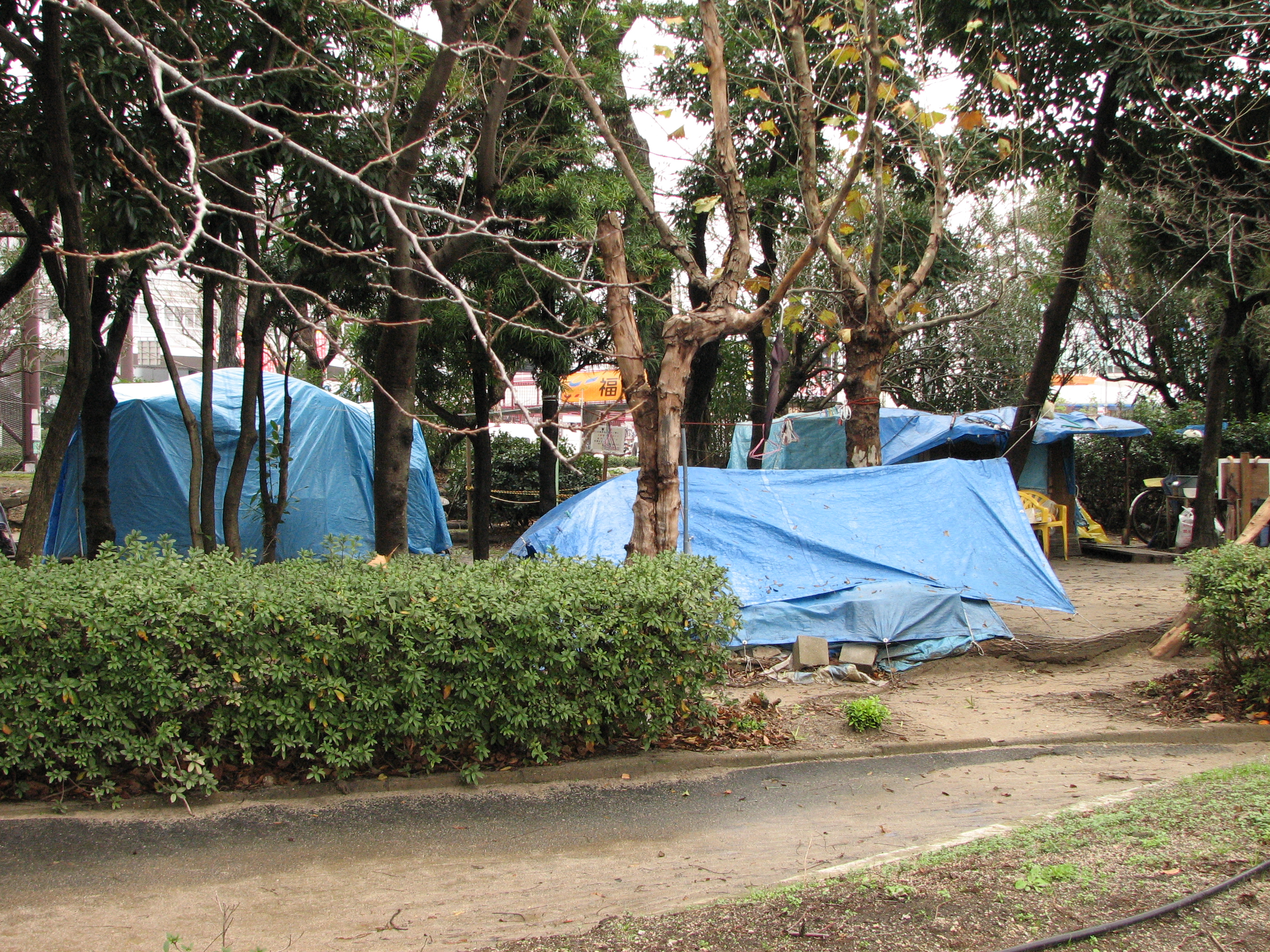
Những cái lều tạm, trong đó có hàng chục người vô gia cư với số phận hẩm hiu của họ.

### Những người vô gia cư
Thất nghiệp là thảm hoạ đối với một số người ở Nhật Bản. Trong một xã hội coi trọng tính hữu ích và tỷ lệ thất nghiệp rất thấp, một số người đã không thể bày tỏ với gia đình về số phận bi đát của họ. Để giữ được sự tôn trọng của mọi người, họ tiếp tục rời nhà vào mỗi sáng và trở về khi trời tối mịt, cho đến khi tiền tiết kiệm của họ hết nhẵn và họ buộc phải giãi bày tình cảnh của mình với những người thân. Những người khác lại gia nhập vào đội ngũ "những kẻ sa cơ lỡ vận" ở những khu như Airin ở khu thương mại của Osaka, tại đó họ sống dựa vào sự bố thí của các tổ chức từ thiện. Một số người ngủ trên đường phố hoặc trong công viên ở các thành phố lớn như Tokyo chẳng hạn. Công viên Hibiya ở Tokyo là một ví dụ. Những nơi trú ngụ khác là các cây cầu ở Kyoto, các bến tàu và các ga điện ngầm ở các thành phố lớn. Một vài kẻ kém may mắn đó chỉ có một vài dụng cụ thiết yếu, song một số người vô gia cư lại được sống trong ngôi nhà tạm dựng bằng vải bạt với khá nhiều dụng cụ gia dụng – một số trong số đó còn có cả điện. Thế nhưng còn có những số phận bi đát hơn nhiều. Nghiện ngập, hoặc thậm chí là tự tử là những hậu quả khi người ta mất đi kế sinh nhai, tài sản và sự tôn trọng của mọi người.